# Elmalı Ovası
Die Elmalı Ovası, das Becken von Elmalı, liegt im Südwesten der Türkei im westlichen Ausläufer des Taurusgebirges in der Provinz Antalya. Sie ist innerhalb der Kurve von Isparta eine typische Schwemmlandebene und Polje-Senke im Hochland auf der Teke-Halbinsel und stammt in ihrer vorliegenden Form aus dem Holozän. Die Koordinaten der Nordost-Südwest verlaufenden intramontanen Senke sind in Süd-Nord-Richtung 36°32' – 36°54' N und in West-Ost-Richtung 29°40' – 30°05' E. Die Elmalı Ovası deckt sich in etwa mit dem Kreis İlçe Elmalı und der Gemeinde Gömbe (Kreis İlçe Kaş) in der Provinz İl Antalya. Die antike Bezeichnung war Milyas.

## Lage und Gliederung
„Diesen östlichen Theil des cibyratischen Hochlandes, der von den Alten bald zur Cabalia, bald zur Milyas, aber dann auch wieder im allgemeineren Sinne zu Lycien gezogen wird, für den wir keinen alten noch neuen besonders entsprechenden Namen besitzen, fassen wir daher für das geographische Verständnis als die östliche Abtheilung einstweilen unter der spezielleren Bezeichnung des großen ost-cibyratischen Plateaus von Almaly und Awlan zusammen. Wir verstehen darunter die unmittelbar von dem Westfuße der Soliman-Kette [Bey Dağları und Solymer-Gebirge (Sarıçınar Dağı, Tahtalı Dağı)] sich weit westwärts ausbreitende Hochebene, die südwärts durch die Küstenkette an ihrem Südabfalle gegen das hier nur sehr verengte Tiefland beschränkt wird, welcher aber gegen West durch das große Gebirgssystem des Ak Dagh mit seinen nördlichen Verzweigungen, dem Kartal Dagh, Karyndscha Dagh und Tschaglar Dagh, eine natürliche Grenze gesetzt wird, die sich nordwärts bis zum Surt Gjöl (Caralitis) hinzieht, aus dessen Nordrande sich dann der hohe Rahat Dagh erhebt, […]. Die Nordbegrenzung bezeichnet das Istenaz-Thal von seinem Ursprünge bis Istenaz und dem Westende des Termessus-Passes.“

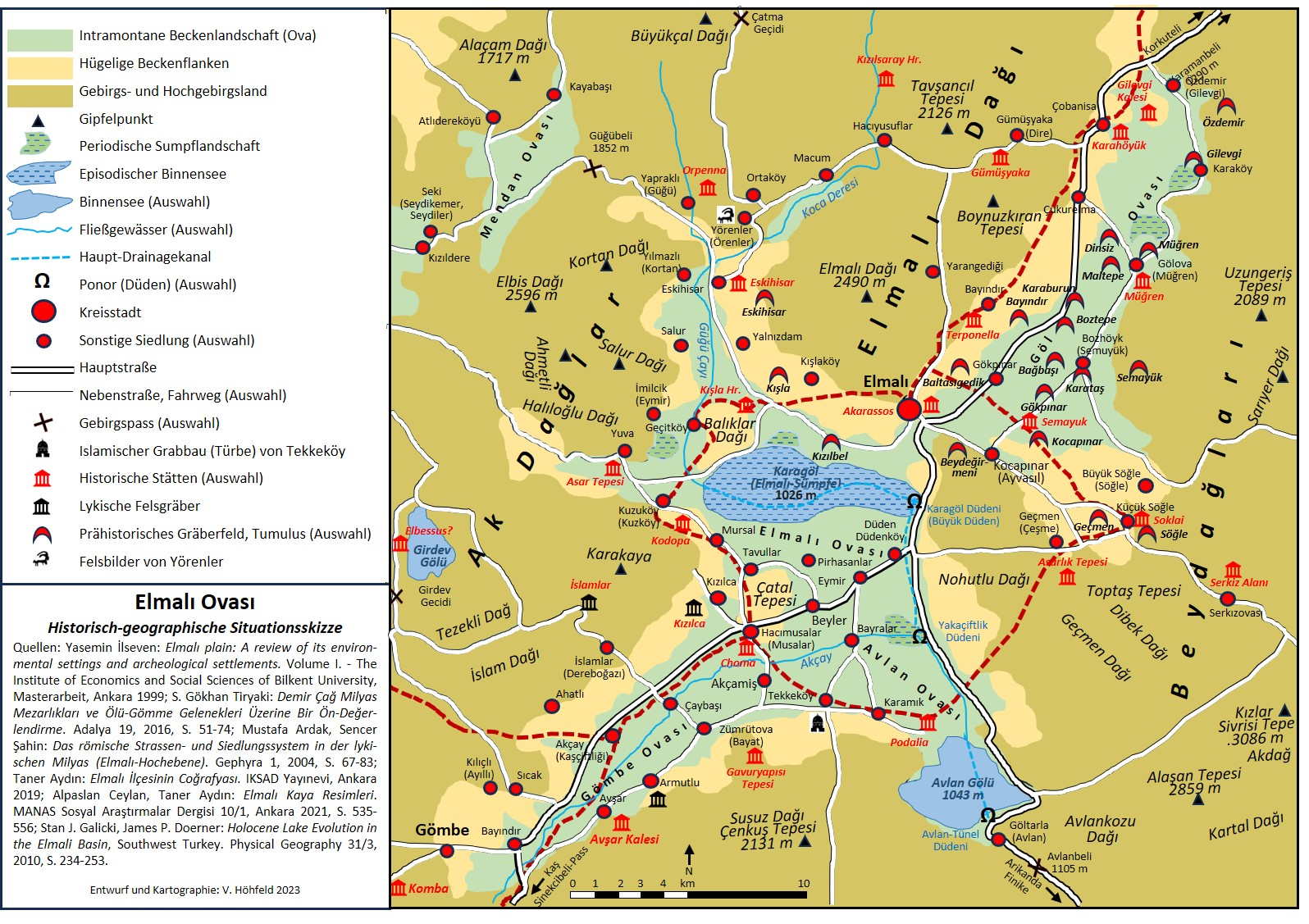
Die Kartenskizze zeigt die rezente geographische Situation der Elmalı Ovası mit historischen Zusatz-Informationen.

So beschrieb Carl Ritter Mitte des 19. Jh. die Situation der Elmalı Ovası anhand der Berichte europäischer Reisender. Die Elmalı Ovası liegt in einem Gebiet, das in der Antike als Nordlykien bezeichnet wurde. Es handelt sich um eine typische Schwemmlandsenke in einer Höhe von etwas über 1000 Metern in einer Übergangszone zwischen der Küste Lykiens und dem südwestlichen Kamm des zentralanatolischen Hochlandes. In der Antike wurde die historische Landschaft der Elmalı Ovası als Milyas bezeichnet, im engeren Sinne die fruchtbare, durch hohe Berge von den Nachbarregionen getrennte Hochebene von Elmalı im Norden Lykiens. Darüber hinaus wird auch bisweilen das sich im Nordosten anschließende, weite Gebiet des westlichen Pisidien von antiken Geographen Milyas genannt. Der Name der Landschaft Milyas ist darüber hinaus im Stadiasmus Patarensis aus Patara auch für die römische Zeit durch den Landschaftshinweis „Μυλιάδος“ (Myliados) im Zusammenhang mit den antiken Orten Kodopa, Khoma (auch Choma), Podalia und Akarassos überliefert. In schriftlichen Quellen grenzte die historische Milyas an bzw. hatte Überschneidungen mit den Landschaften Lykien, Phrygien, Pamphylien und Pisidien, und es gibt Einschätzungen, dass das in hethitischen Keilschrifttafeln erwähnte Land Lukka auch die Elmalı-Ebene umfasste.

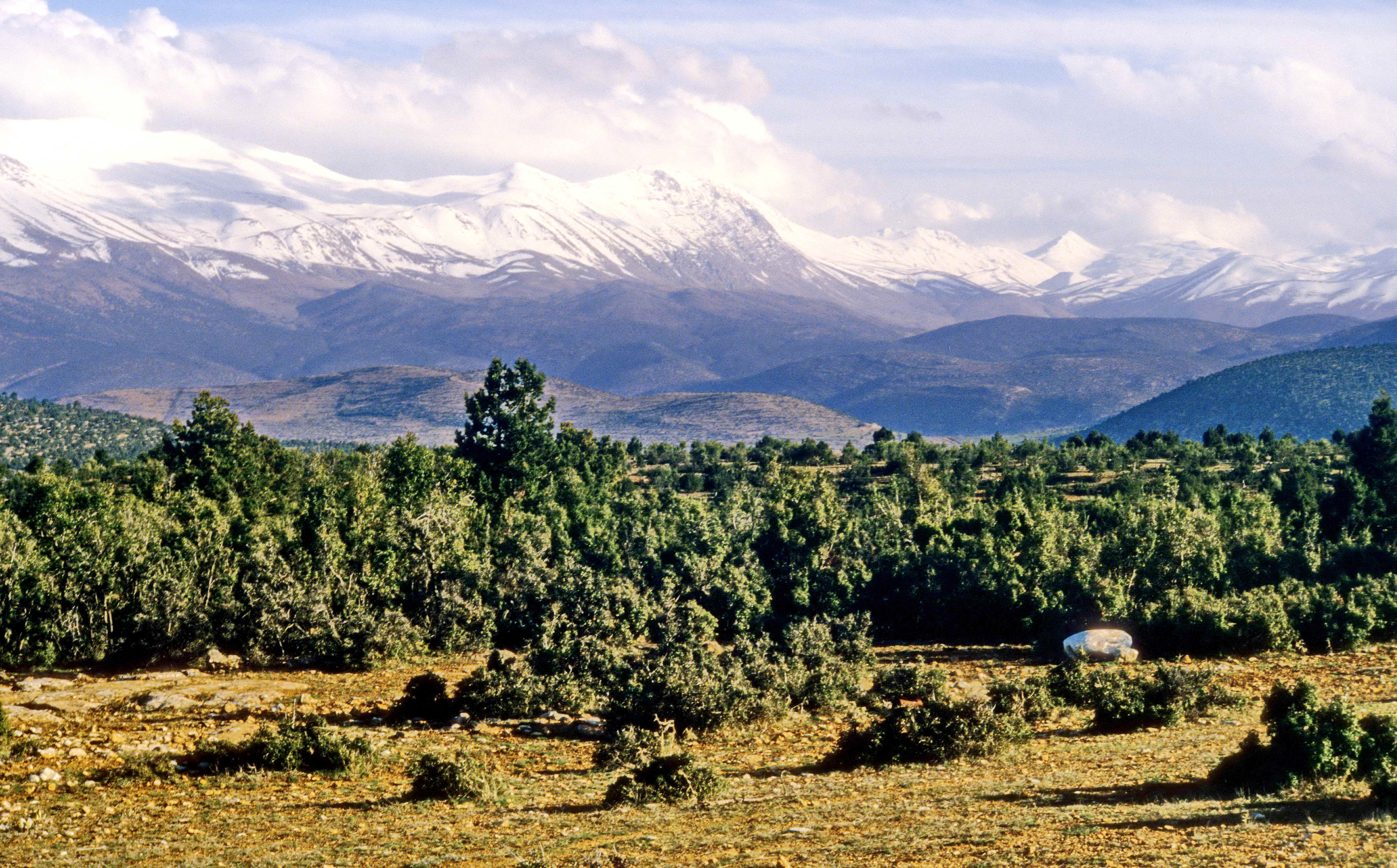
Blick über Teile der Elmalı Ovası bei Elmalı auf die westliche Kette der Bey Dağları.

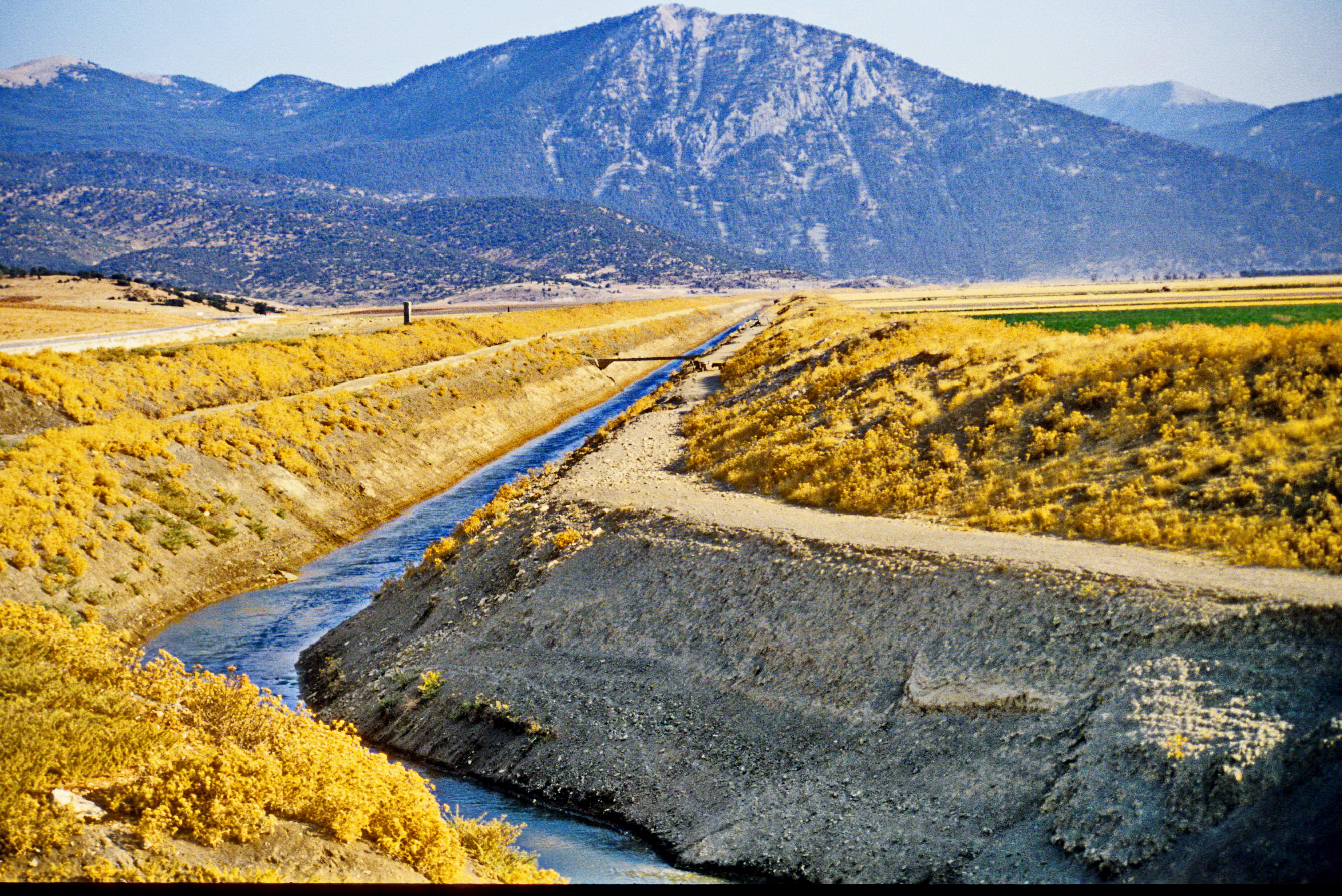
Die Elmalı Ovası wurde durch Drainage- und Bewässerungssysteme seit Ende der 1990er Jahre hochproduktiv gemacht.

Die Ebene hat eine Südwest-Nordost-Ausrichtung zwischen den hufeisenförmigen Bergmassiven des Ak Dağ (auch Akdağ, Ak Dağlar) im Westen und der Bey Dağları (auch Beydağları) im Osten und bildet eine der Hauptverbindungen zwischen der ökologisch besonderen Region der südwestanatolischen Küstenregion des antiken Lykien zwischen Finike und Fethiye und dem nördlich gelegenen Hochland, dem antiken Zentral- und Nordlykien. Die Hochlandebene wurde durch Drainage- und Bewässerungs-Systeme hochproduktiv gemacht und eignet sich klimatisch für das Wachstum einer Vielzahl landwirtschaftlicher Produkte. Die Stadt Elmalı als größte Siedlung in der intramontanen Senke und Zentrum des gleichnamigen Landkreises bietet mit dem größten regionalen Markt eine Absatzmöglichkeiten für landwirtschaftliche Produkte aus dem Hinterland. Weitere größere Orte in der Ebene sind Yuva (2125 Ew.), Akçay (1309 Ew.) und Gömbe (1260 Ew.). Die Statistik der Volkszählung von 1997 des Devlet Istatistik Enstitüsü in Ankara gibt für die Stadt lediglich 13.202 Bewohner an und für den Kreis Elmalı eine Gesamtbevölkerung von 35.662 Einwohnern.

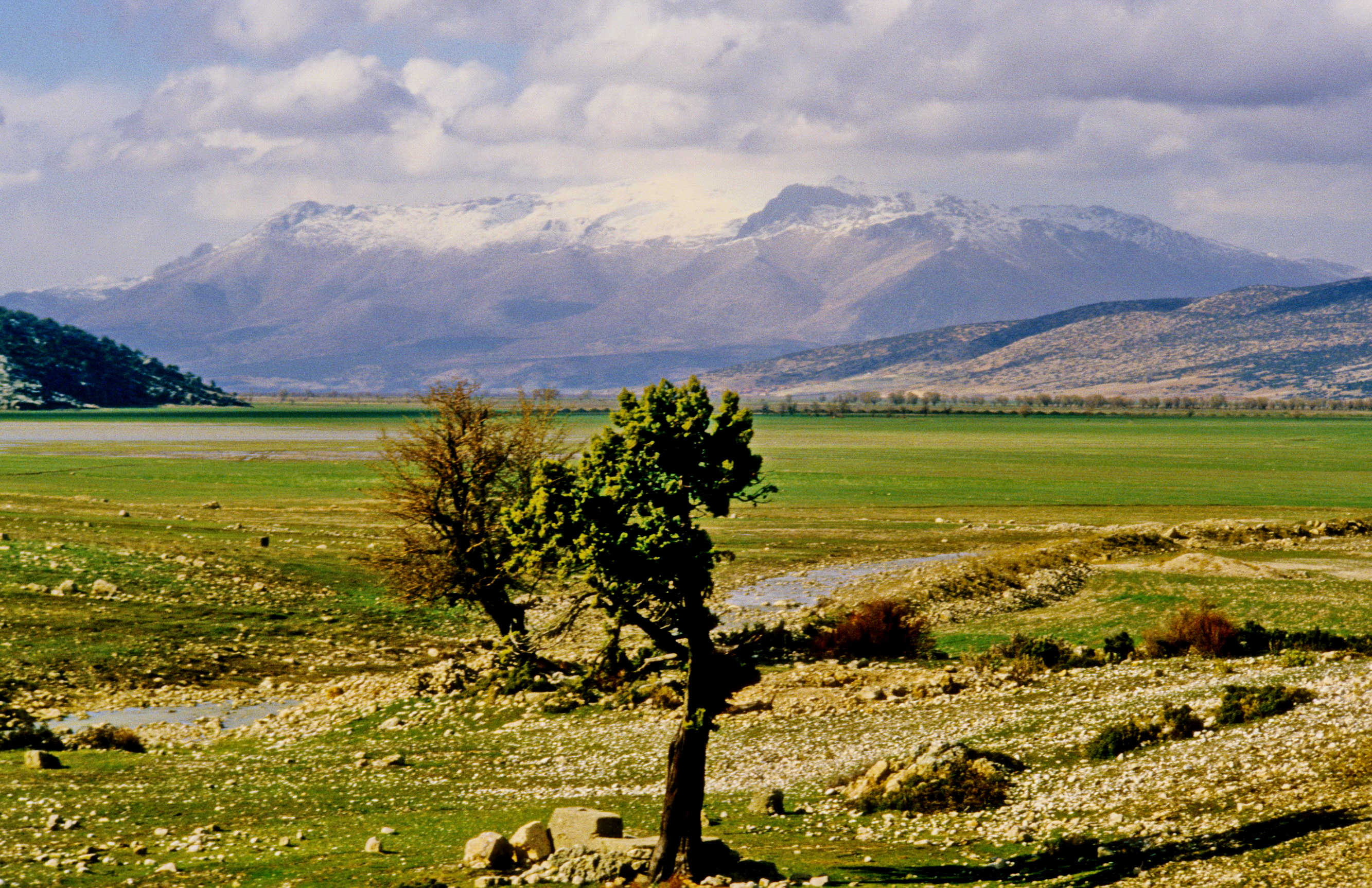
Im Norden der Avlan Ovası erhebt sich der 2505 m hohe Elmalı Dağı über die Elmalı Ovası.

Die Elmalı-Ebene liegt auf einer Höhe von 1050 Metern, wobei ihre Fläche nach Osten und Süden leicht abfällt. Dabei liegen die (früheren) Oberflächenniveaus der beiden Seen der Hochebene, Karagöl und Avlan Gölü, auf einer Höhe von 1030 Metern. Das Hochplateau besteht aus zwei großen Poljen, die von Westen her durch den Bergzug des Nohutlu Dağı (1707 m) voneinander getrennt sind. Die größere Polje ist die Elmalı-Polje. Im Nordosten schließt sich die Polje von Müğren (heute Gölova) an, die von Söğle (Soklai) bis Gilevgi reicht. Der südliche Teil der Ebene, die eigentliche Elmalı Ovası, liegt mit ca. 230 km² Fläche auf einer Höhe zwischen 1030 und 1050 m, der Beckenboden selbst nimmt eine Fläche von etwa 180 km² ein. Das Becken wird von folgenden Bergen begrenzt: Im Nordwesten erhebt sich der Elmalı Dağı (2505 m). Im Westen liegen İbisdağ (2604 m), Yumrudağ (2741 m) und Ak Dağ (3024 m, der antike Kragos). Der südliche Rand der Ebene wird vom Susuz Dağı (2465 m) begrenzt, der auf das Massiv der Beydağları trifft (antik: Massikytos), auch bekannt als Östlicher Ak Dağ. Das Beydağları-Massiv hat mehrere Gipfel, der höchste erreicht 3070 m. Östlich der Ebene grenzt der Nohutlu Dağı ebenfalls an die Bey Dağları. Der nördliche Teil der Ebene, das Polje von Müğren (heute Gölova), liegt in Form einer schmalen Talschaft nördlich der Stadt Elmalı und grenzt im Osten an das Beydağları-Massiv. Auch hierbei handelt es sich um eine Polje-Senke aus dem Holozän, die als Gölova oder Gilevgi Polje bekannt ist, benannt nach ihrem größten Ort Gilevgi am nordöstlichen Rand der Ebene. Das Gilevgi-Hochlandbecken liegt 60–70 Meter höher als die Elmalı Ovası.

## Verkehrsanbindung

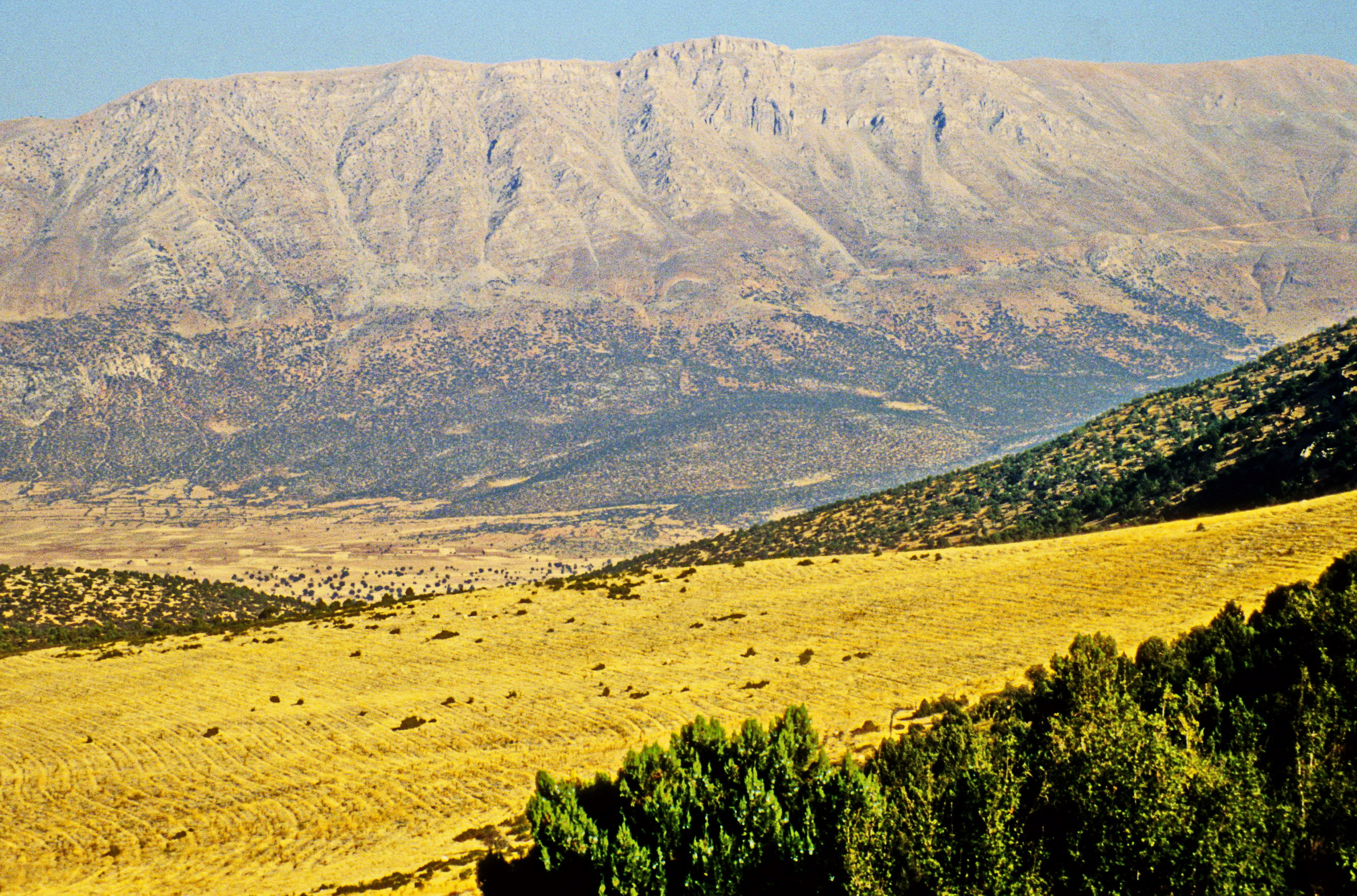
Die einfachste Verbindung aus der Elmalı Ovası nach Inneranatolien führt über den 1290 m hohen Karamanbeli-Pass mit klassischem Blick auf den 2774 m hohen Eren Tepesi (Bey Dağları). Im Vordergrund erstrecken sich abgeerntete Getreidefelder der Göl Ovası.

Obwohl die Hochebene von Elmalı von einer Reihe von gewaltigen Gebirgszügen umgeben ist, verfügt sie über mehrere Zugänge. Die wichtigsten modernen Verbindungswege, die möglicherweise alle bereits in der Antike existierten, haben sich entlang natürlicher Durchgänge entwickelt. Der von Inneranatolien beste Zugang zur Ebene ist über den 1290 m hohen Karamanbeli-Pass via Gölova-Senke. Diese schmale Karstsenke des Gilevgi-Poljes bietet eine der einfachsten Verbindungen mit der Kreisstadt Korkuteli im Norden sowie mit den Regionen Pisidiens und dem südlichen Rand des anatolischen Hochlandes. Sie war möglicherweise bereits in der Antike der Hauptzugang. Die kürzlich ausgebaute Strecke über Korkuteli nach Antalya im Westen hat zugleich eine gute Verbindung zwischen Elmalı und der türkischen Riviera geschaffen. Eine von Fethiye im Südwesten kommende Anbindung macht rezent immer noch einen Umweg um den Elbis Dağı und den Elmalı Dağı oder erreicht die Elmalı-Ebene ebenfalls über Korkuteli.

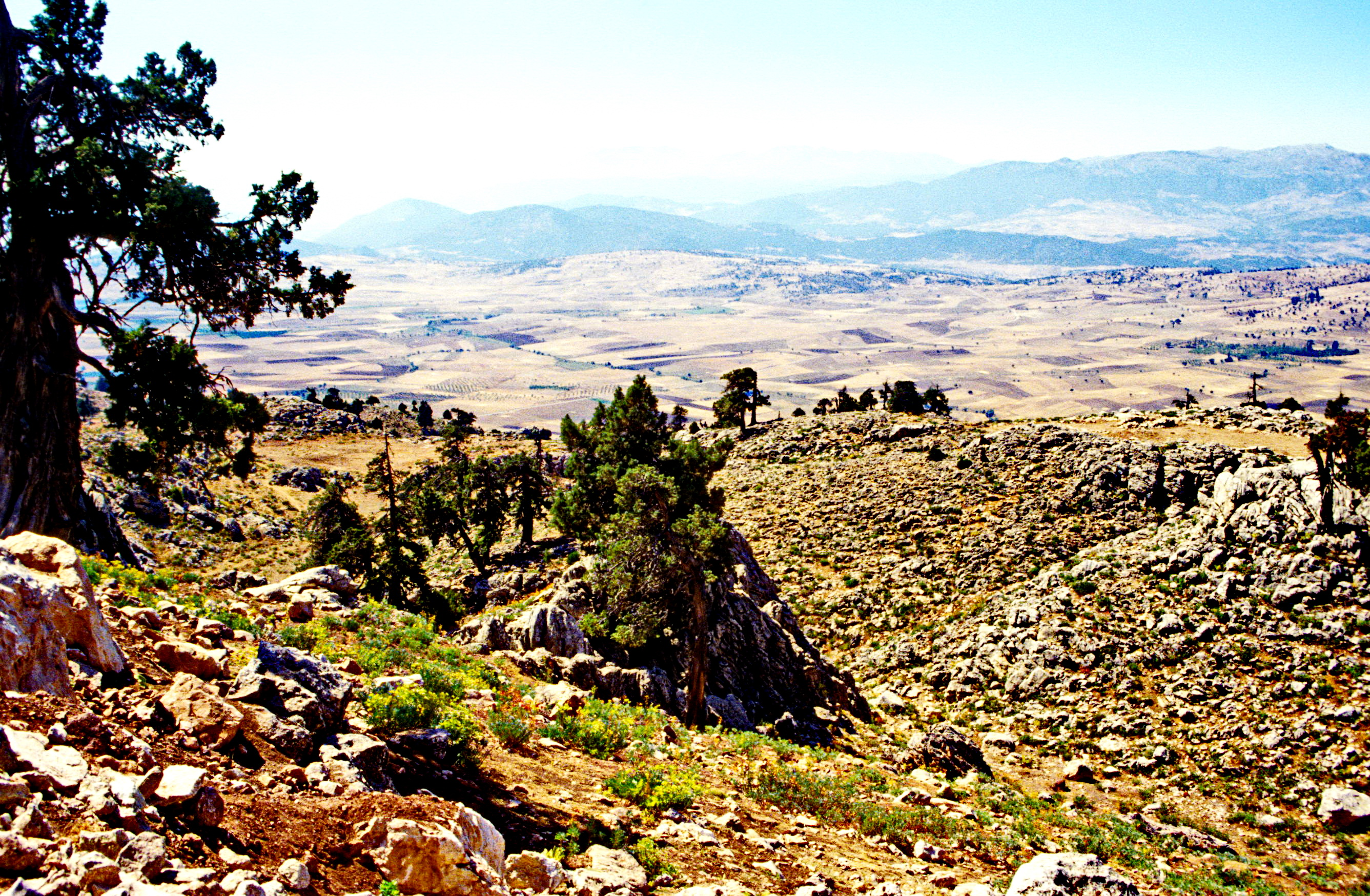
Blick vom 1852 m hohen Güğübeli-Pass in die Senke von Mendan (Mendan Ovası).

Eine szenenreiche westliche Route verlässt die Elmalı Ovası bei Eskihisar, einem Dorf mit Resten einer antiken, möglicherweise lydischen Siedlung, und passiert das etwas östlich abgelegene Dorf Yörenler. Der Name der Siedlung Yörenler wird auf der Karte von Elmalı aus dem Jahr 1911 noch als Örenler (Wüstung) angegeben, erhielt offenbar diesen Namen vaufgrund der hier gefundenen Ruinen. In der Nähe dieses Dorfes stößt man bei 36°49'26,89" Nord und 29°49'50,70" Ost auf die sogenannten Elmalı-Felsbilder aus 9 Figuren, die in Schabe- und Hacktechnik auf einem Kalksteinblock gezeichnet wurden. Es handelt sich u. a. um eine Jagdszene, die einen speerschwingenden Jäger, fünf Bergziegen, einen Fuchs, einen Hund und ein Sonnenscheibenmotiv. Die historische Zuordnung ist bislang nicht eindeutig geklärt. Die Abbildungen werden u. a. mit einem prähistorischen Nomadismus in Verbindung gebracht. Nordwestlich von Yapraklı (Güğü), einem Dorf mit Ruinen des antiken Orpenna, erreicht die Straße den höchsten Übergang über das Ak Dağ-Massiv am Güğübeli-Pass (auch Göğübeli Gecidi 1852 Meter), führt zur Seki-Senke (Seki Ovası) und weiter südwestwärts nach Fethiye an der Küste. Eine weitere westliche Straße verlässt die Ebene beim Dorf Yuva und windet sich am Elbis Dağı hinauf, trifft auf den Girdev-See und führt ebenfalls hinab in die Seki-Ebene.

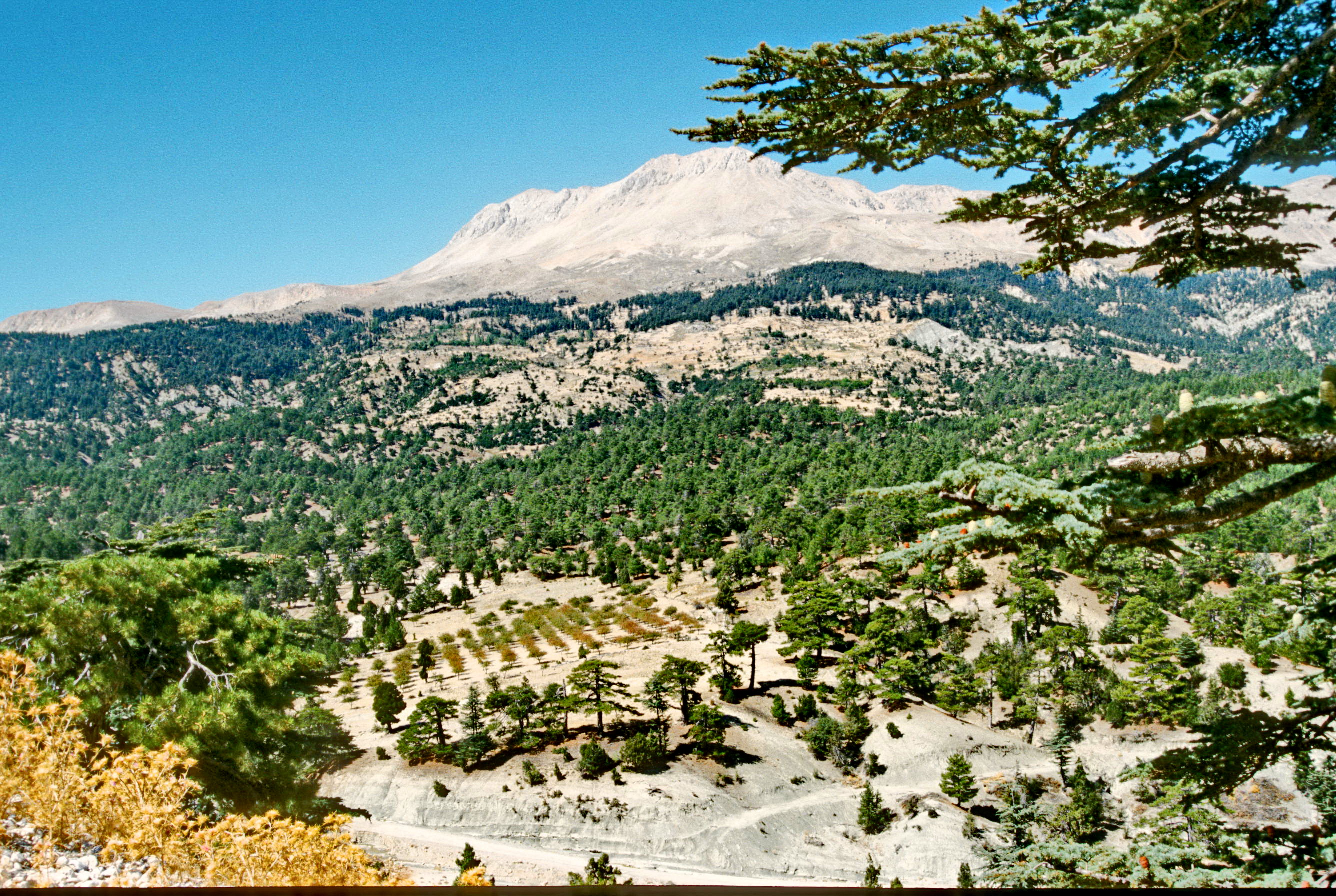
Blick vom 1548 m hohen Sinekçibeli-Pass nordwestwärts auf das 3024 m hohe Massiv des Ak Dağ.

Die südlichste Alternative im Westen verlässt die Ebene zwischen Gömbe und Akçay und erreicht auf 1727 m Höhe ebenfalls die Girdev-Ebene, führt nach Norden um den Girdev-See herum und verbindet sich mit der Route von Yuva und der Seki Ovası. Entlang dieser südwestlichen Route über das Girdev Polje stößt man auf Überreste einer befestigten Siedlung und auf eine Reihe von Sarkophagen mit „Löwendeckeln“. Der Ort wurde von Bean als das antike Elbessus identifiziert. Der Name Elbessus weist Ähnlichkeiten mit dem modernen Namen des Elbis Dağı auf, an dessen Rand der Ort liegt.
Im Süden und Südwesten der Elmalı-Ebene führen zwei weitere wichtigen Passagen zur Küste der Teke-Halbinsel (Teke yarımadası = Ziegenbock-Halbinsel): durch das Ak Dağ-Massiv über Gömbe und den Sinekçibeli-Pass (1548 m) sowie den Karaovabeli-Pass (1490 m) nach Kaş (Antiphellos) und durch die Bey Dağları über den Avlanbeli-Pass (1120 m) sowie der Karamanbeli-Pass (1290 m) vorbei am antiken Arikanda nach Finike. Der von den Beydağları begrenzt östliche Teil der Elmalı Ovası verhindert wegen der Gebirgsbarriere jede feste Verbindung zu benachbarten Regionen im Osten. Dortige Straßen und Fahrwege verbinden die Ebene eher mit höher gelegenen saisonalen Yayla-Siedlungen.

## Geologisch-morphologische Aspekte
Bei der Elmalı Ovası handelt es sich um ein Polje, ein Karstbecken mit innerer (unterirdischer) Entwässerung, das sich innerhalb der Karsttopographie des Westlichen Taurus (Lykischer Taurus) gebildet hat. Die umrahmenden Gebirgszüge stammen aus dem Mesozoikum und dem Tertiär und wurden durch jüngste tektonische Bewegungen angehoben. Ihre ältesten Formationen sind die mesozoischen Teke-Küstenketten der Elmalı-Ak Dağ-Gebirgsgruppe nördlich von Kaş zwischen Fethiye, dem Unterlauf des Esen Çay (der antike Xanthos) und Finike. Sie bilden die Fortsetzung der weiter östlichen Formationen der Beydağları und Bergbereiche um Korkuteli. Diese älteren mesozoischen und frühtertiären Kalksteinformationen gingen jüngeren tektonischen Decken (Überschiebungsfalten) voraus, denen wiederum eozäne Flyschsedimente folgten. Diese Gebirgsketten des Ak Dağ und der Beydağları verlaufen nicht parallel zu den weitgehend West-Ost gerichteten Hauptgebirgszügen des Taurus-Gebirges, sondern als eine komplizierte orogene Struktur annähernd senkrecht dazu mit einer Nordost-Südwest-Ausrichtung, die als „Kurve von Isparta“ bezeichnet wird.
Hier erstrecken sich zwischen İsparta im Norden, Kumluca und Fethiye im Süden gewaltige Bergmassive aus mesozoischem Kalkstein mit einer Reihe von zwischengeschalteten Karst-Senken (Poljen), die durch Passagen voneinander getrennt sind. Die Elmalı-Ebene bildet den südlichsten Teil dieser Karstsenken. Der südwestliche Part der Ebene hat geologisch gesehen sowohl eine Nordost-Südwest- als auch eine Nordwest-Südost-Ausrichtung, wobei die Ausdehnung in beide Richtungen in etwa 30 km erreicht. Die tatsächliche Breite der Ebene variiert zwischen 2 und 15 km. Diese entgegengesetzten geologischen Ausrichtungen weisen auf Hauptlinien von Falten und Brüchen hin, die bei früheren orogenen Prozessen entstanden. Die umrahmenden Gesteinspakete der Elmalı Ovası bestehen größtenteils aus Kalkstein und Dolomit, aber auch aus Schiefer und Sandstein, die seit dem Miozän über dem Meeresspiegel liegen und der Erosion in wärmeren und feuchteren Klimabedingungen als heute ausgesetzt waren. Vor allem massiver Kalkstein, Dolomit und Schiefer weisen tendenziell eine geringe Wasser-Durchlässigkeit auf. Deshalb erfolgten die meisten Versickerungen des Regenwassers entlang von Brüchen, wobei die Auflösung der Kalke und Dolomitgesteine zu Dolinen, Höhlen und unterirdischen Entwässerungen anstelle von Oberflächenentwässerungen geführt hat, was auf starke Karstaktivität in der Region hinweist.
In diesem Umfeld liegt die Elmalı Ovası als mehrfach verzweigte Beckenlandschaft am Schnittpunkt der Täler und Schwemmland-Ebenen von Akçay und Göğü Deresi (s. u.). Ihre innere Strukturierung zeigt deutlich eine mehrfache Kammerung in einzelne Teilebenen: In der Mitte liegt die eigentliche Elmalı Ovası mit der Kreisstadt Elmalı und dem Karagöl (Schwarzer See). Südwestlich erstreckt sich die Gömbe Ovası mit dem regionalen kleinstädtischen Zentrum und Sommerfrischeort-Gömbe (2022 etwa 1300 Einwohner, Yayla im Kreis Kaş). Nach Südwesten öffnet sich die Avlan Ovası mit dem Avlan Gölü (Avlansee). Ein weiterer Zweig der Ebene zeigt nördlich des Balıklar Dağı entlang des Güğü Çayı nach Nordwesten. Die Nordost-Achse der Beckenlandschaft bildet die Göl Ovası (auch Gilevgi-Polje) mit der hellenistischen Burgruine Gilevgi Kalesi beim Dorf Özdemir.
Die Süd- und Osthänge der Elmalı Ovası werden von steilen Kalksteinhügeln flankiert. Die West- und Nordhänge sind Flyschformationen. Letztere befinden sich an den höheren Hängen, über Schwemmkegeln, die den niedrigsten Teil einer Hügellandschaft bilden. Sie bestehen aus Ton- und Sandsteinschichten, die eine hohe Wasserdurchlässigkeit aufweisen und eine gute Basis für die Dorfsiedlungen bieten, während Schwemmkegel unterhalb gute landwirtschaftliche Nutzflächen für ihre Bewohner hergeben. Geologisch-morphologisch gesehen bildet die Elmalı Ovası eine mehrfach gegliederte Polje-Landschaft innerhalb der umrahmenden Bergmassive von Ak Dağ und Bey Dağları des westlichen Taurus, die Höhen von über 3000 m erreichen. Dabei trennt die langgestreckte Karstsenke die autochthonen (heimischen) Kreidekalkhöhen der Bey Dağları im Südosten von den allochthonen (fremden) Oberjura- bis Kreidekalkgipfeln der Ak Dağlar mit ihren lykischen Decken im Nordwesten. Die lykischen Decken liegen auf autochthonen Flyschschablagerungen des Eozäns, die infolge südöstlicher Überschiebungen im späten Miozän entstanden sind. Çatal Tepesi und Balıklar Dağı sind innerhalb der Ova Überbleibsel dieser Schubrichtung. Der eozäne Flysch fungierte als Abscherungsfläche der Überschiebungen und ist das Grundgestein des Elmalı-Beckens. Die Sedimentstärke des eozänen Flyschs ist bislang nicht gut dokumentiert, Schätzungen reichen von 25 m bis über 200 m.

## Gewässernetz
Bis Mitte der 1970er Jahre befanden sich im Becken von Elmalı zwei Seen, der Karagöl und der Avlan Gölü, die damals trockengelegt wurden, um die Ackerflächen der Elmalı Ovası zu vergrößern. Ein Kanalsystem leitet seitdem das Wasser vom ehemaligen Karagöl im Norden zum Avlan Gölü im Süden. Der Avlan Gölü wurde über einen Tunnel durch den Suzsuz Dağı entwässert (s. u.). Das größte Gewässer der Ebene ist der 41 km lange Akçay, der antike von Plinius erwähnte und von George Ewart Bean und Richard Martin Harrison identifizierte Aedesa, der in der Vergangenheit eine der Hauptquellen des Avlan-Sees war. Er entspringt u. a. den Beypınar-Quellen bei Gömbe im Ak Dağ-Gebirgsmassiv, betritt nach etwa 10 km die Ebene von Südwesten, passiert Hacimusalar im Süden und erreicht entlang des südlichen Randes der Ebene den Avlan Gölü. Der zweite wichtige Bach der Ebene ist der Güğü Çayı (auch Eskihisar Çayı), der unterhalb des Büyükçal Dağı in den Ak Dağlar beginnt, bei Eskihisar den Koca Deresi aufnimmt, dann von Norden in die Ebene mündet und südlich des Balıklar Dağı in den Karagöl fließt, dessen Hauptzufluss er darstellt. Das Flussbett neigt in den Sommermonaten zur Austrocknung, seine Hauptwasserherkunft ist der Schnee des Ak Dağ-Massivs. Diese beiden Gewässer, die natürliche Durchgänge in die Ebene gebildet haben, ermöglichen Zugang in die Ebene, insbesondere durch die Berge im Nordwesten und Südwesten. Die meisten der übrigen Talschaften tragen, soweit sie nicht als karstische Trockentäler ausgeprägt sind, nur periodisch und/oder episodisch fließende Gewässer. Weitere wichtige Wasserressourcen für die Ebene sind – neben dem Karagöl und Avlan Gölü – natürliche Quellen und Tiefbrunnen, ca. 800 an der Zahl, die sich im Bereich des Karagöl-Sees und des Akçay-Tals konzentrieren. Diese Brunnen werden hauptsächlich zur Bewässerung von Gärten und anderen landwirtschaftlichen Flächen genutzt. Zwei wichtigen Quellen liegen westlich des Balıklar Dağı (Schüttung: 2,5 m³/s) und zwischen den Dörfern Mursal und Kuzköy (Kazanpınarı-Quelle, Schüttung: 0,1–0,3 m³/s). Sie dienen hauptsächlich als Trinkwasser und zur Bewässerung.

## Die Seen des Elmalı-Polje
Die beiden größten Seen der Ebene, der Karagöl und Avlan Gölü, haben ebenfalls, wie viele der dortigen Gewässer, einen periodischen Charakter und waren teilweise Sumpfland. Sie wurden 1966 bzw. 1974 vom Devlet Su İşleri (Staats-Wasserbauamt) trockengelegt. Der Avlan-See, ganz im Süden der Ebene, hatte eine Fläche von 840 ha, bevor er drainiert wurde. Der Karagöl, südwestlich Elmalı in der Ebene gelegen, ein See mit einem größeren Sumpfgebiet umgeben, umfasste eine Fläche von 2440 ha. Beide Seen spielten eine wichtige Rolle für den Lebensunterhalt der Bewohner der Ebene bereits auch in der Antike. Die Abbildungen der sogenannten „Eberjagd“ und „Seeschiffe“ aus dem Kızılbel-Tumulus am Karagöl wurden dafür als Indiz gewertet. Die Austrocknung der Seen hat das Ökosystem der Region erheblich verändert. Im Zusammenhang mit jüngsten Überlegungen der Regierungsbehörden, die Seen auf ihr früheres Niveau zu füllen, wurde die vorgeschichtliche Situation des Elmalı-Beckens erstmals 1970 anhand eines Bohrkerns aus dem Karagöl untersucht. Aufgrund des Mangels an datierbarem Material im Kern der Bohrungen war eine C14-Datierung nicht möglich. 1977 wurde aus einer Kanalgrabung südlich des Avlan Gölü eine durchgehende Sedimentfolge stratigraphisch bis zu einer Tiefe von 2,7 m fixiert. Auch hier konnte wegen fehlendem datierbarem Material keine C14-Datierung durchgeführt werden. Die zeitliche Zuordnung erfolgte deshalb über biostratigraphische Korrelation mit Pollendiagrammen von anderen nahegelegenen Standorten [Beysehir Gölü und Söğüt Gölü (Kabalitis-Sees/Kabalitis Limnē, 23 km ostsüdöstlich von Kibyra/Gölhisar) ]. Daraus ergab sich damals für die Karagöl-Sedimentfolge ein maximales Alter von 4000 Jahren und von ca. 8000 Jahren für die Avlan Gölü-Sedimente.
Heute ist das Karagöl-Becken überwiegend trocken - mit vereinzelten Karstquellen, Dolinen und örtlich begrenzten Sümpfen. Der Avlan Gölü wird in Zeiten starker Niederschläge regelmäßig überschwemmt. Der einzige bekannte natürliche Abfluss aus dem Karagöl-Becken ist der Ponor „Büyük Düden“ (Großer Ponor) etwa 4 km südlich von Elmalı, dessen hydrologische Geschichte und die des zugehörigen Höhlensystems bislang nicht hinreichend beschrieben wurde (s. u.). Dazu vermerkt Carl Ritter Mitte des 19. Jh.: „DasThal von Eskihissar ist von der Ebene Almaly's nur durch einen breiten Sumpf geschieden, an dessen Südrande jene Ruinenstätte mit den ….. Dörfern Juwa (wo die Ruine Juwaly und Kyzyldscha liegt) und eine lange Brücke über den Sumpf hinwegführt, aus dem der breite Strom (Chodscha Tschai nach Schönborn) [Julius August Schönborn (1827–1902)] hervortritt, der sich ostwärts des Sumpfe, der öfter zum See anschwillt, in S.O. der Stadt Almaly in die große Höhle abstürzt und verschwindet. … Die jährliche Schneeschmelze verwandelt den Almaly-Sumpf gegen Ende April in eine große Seefläche, die sich nur selten in geringere Räume zusammenziehen soll.“
Mittlerweile erfolgten jüngere radiometrische Daten und die Sedimentaufzeichnungen von 2010 aus dem Karagöl und dem Elmalı-Becken: Vier Radiokarbon-Altersbestimmungen, die Analysen eines Seebodenkerns und von Proben aus 15 Bohrlöchern im gesamten Becken. Sie dokumentierten Sedimentationsmuster während des Holozäns über mindestens 15.000 Jahre Umweltveränderungen, die auf Schwankungen der Wasserstände seit dem Miozän (jüngeres Tertiär) zurückzuführen sind. Das häufige Vorkommen von Chara-Gyrogonit (Armleuchteralgen-Samenkapseln) und mehreren Arten von Ostrakoden und Gastropoden verdeutlichte, dass das Elmalı-Becken damals von lakustrinen und palustrinen (sumpfig) Umgebungen geprägt war, jedoch kontinuierlich durch alluviale Fächersedimentation beeinflusst wurde. Die episodische Ablagerung von Mergel-/Kalkschlamm, Gyttja (Unterwasser-Grauschlammboden) und Torf im Becken des Karagöl war das Ergebnis geringfügiger Schwankungen des Wasserspiegels im breiten, flachen Becken. Die Seesedimentation in der Avlan-Gölü-Senke dagegen könnte wahrscheinlich im Pliozän (ausgehendes Tertiär), also später, erfolgt sein. Stratigraphisch zuzuordnende Foraminiferen des Eozäns, Sediment-Zusammensetzung und -textur, Morphologie und Topographie des Beckens weisen zudem darauf hin, dass die Ablagerungen in der Elmalı Ovası stark durch alluviale Sedimentation aus dem Westen über den Akçay beeinflusst wurde, also seit dem mittleren Tertiär. In den oberen 10 m des Beckens gefundene Seesedimente, kalkhaltiger Ton, der zwischen 14.935 und 11.180 Jahren v. Chr. abgelagert wurde, weist auf das Wachstum und die Ausdehnung des Paläo-Elmalı-Sees hin, machen sogar wahrscheinlich, dass der See auf seinem Höhepunkt im späten Pleistozän möglicherweise mehr als die Hälfte des 180 km² großen Elmalı-Beckens überschwemmt hat. Die Regulierung des Wasserspiegels im Elmalı-See während des gesamten Holozäns scheint mit der Karstaktivität am Büyük Düden und anderen Dolinen zusammenzuhängen. Demnach sind die beiden rezenten Seen Karagöl und Avlan Gölü Überreste eines größeren „Paläo-Elmalı Gölü“.

## Ponore (Düden) der Elmalı Ovası
In den östlichen Teilen der Elmalı Ovası haben sich in den zur Ebene hin abfallenden Kalken der Oberkreide zahlreiche Dolinen gebildet, von denen einige als Ponore dienen. Es gibt insgesamt 6 davon in den flacheren Ausläufern der Bey Dağları, die die (zentrale) Elmalı Ovası und die nördlich anschließende Gölova Ovası trennen. Der größte davon ist der Karagöl Düdeni (Büyük Düden), der nicht nur der größte Ponor im Elmalı-Polje, sondern im gesamten Becken ist. Er liegt etwa 5 km südlich des Kreiszentrums Elmalı an der Staatsstraße 635 nach Finike im südlichen Teil des Ada Tepe, der aus kreidezeitlichen Kalksteinen besteht. Der Ponor mit einem Wasserdurchlauf von 10 m³/s sichert die Drainage von Gewässern der nördlichen Hälfte der Elmalı-Ebene. Er entstand aufgrund eines Spaltensystems im anstehenden Kalkstein. Der Eingang der Karstschwinde ist 25 m breit und 15 m hoch, ähnelt einer Höhle und zeigt einen 30 m langen, 28 m breiten und 16,5 m hohen halbkreisförmigen Raum, dessen Decke eingestürzt ist. Im vorderen Teil des Ponors befand sich bis 1945 eine Wassermühle, die mit dem einströmenden Wasser betrieben wurde. Danach gelangt man durch einen 7 m breiten und 3 m hohen Gang in den inneren Teil des Erdlochs. 1949 wurde vor dem Erdfall ein Regler errichtet, durch den auch kommunales Abwasser aus dem Becken abgeleitet wird. Südöstlich an derselben Straße gibt es zwei weitere Dolinen nebeneinander, die sich innerhalb dieses O-W-orientierten Spaltensystems entwickelt haben. Sie haben eine Basisbreite von 45–50 cm, eine Höhe von 5–6 m und eine Tiefe von 3–4 m. Benachbart stößt man auf ein weiteres Erdloch von 5 m Länge und 2 m Breite, das mit einem Entwässerungskanal verbunden ist und in Zeiten übermäßigen Wasseranfalls aktiv wird. Eine weitere 2 m tiefe, 3 m breite und 10 m lange Doline mit geschlossenem Boden erstreckt sich zwischen Hangschutt- und Schwemmsedimenten.
Der zweitgrößte Ponor des Elmalı-Beckens mit einer Wasseraufnahme-Kapazität von 5 m³/s liegt 500 m südöstlich von Yakaçiftlik ebenfalls an der Straße nach Finike in 1030 m Höhe. Diese Karstschwinde drainiert über Entwässerungsgräben die Ebene, und vor ihrem Eingang wurde ein Regler installiert, um gegebenenfalls überschüssiges Wasser dorthin abzuleiten, wenn die Kanäle nicht ausreichen, um das Oberflächenwasser zu drainieren. Auch um den Avlan Gölü gibt es zahlreiche Dolinen: die Kapaklı-, Kepçeli-, Kanlı-, Ardıçlı-, Sarpburun-, Kiraztepe- und Çakıllıburun-Erdfälle alle im Kontaktbereich zwischen Kalkstein und Alluvionen. Der größte Teil davon wurde mittlerweile aufgefüllt, um wieder Wasser im Avlan-See zurückzuhalten. Trotz der Schließung dieser und weiterer Erdfälle deuten Wasserverluste auf die Existenz überfluteter Dolinen am Seeboden hin. Ebenfalls auf einer Höhe von 1030 m bei Akçaburun am südwestlichen Ende des Balıklar Dağı befinden sich die Dolinen von Akçaburun und Derdiburun. Auch sie sorgen durch einen Entwässerungskanal für die Drainage der Ebene. Auf weitere Beispiele stößt man am Düdenüstü Tepe bei Armutlu sowie vor Karaköy und Gölova im Osten der Gölova Ovası nördlich von Elmalı.
Einen besonderen Fall der Drainage bildet der Avlan-Tünel Düdeni, ein künstlich erweiterter Ponor im Süden des Avlan Gölü. Der Avlan-Tunnel wurde 1975 an der Stelle eines alten Erdlochs zur Entwässerung des Avlan-Sees eröffnet. Das Wasser aus den Bächen Akçay und Güğü Çayı ist über Entwässerungskanäle mit diesem etwa 5,5 km langen Tunnel verbunden. Er verläuft unter dem Avlankuzu Dağı (Teil des Susuz Dağı) abseits des Başkoz-Tales und speist später den Başgöz Cayı. An der Vorderseite des Tunnels war zu Kontrollzwecken ebenfalls ein Regler mit einer Wasseraufnahme-Kapazität von 33 m³/Sek eingebaut worden, wurde allerdings aufgrund der Wiederherstellung des Avlan Gölü außer Betrieb gesetzt.

## Klimatische Aspekte
„Zwar ist auch das Almaly-Plateau fast ein halbes Jahr lang noch mit Schneebergen umgeben, es selbst aber ist ungemein fruchtbar, ein sehr reiches Kornland, eine Kornkammer für Lycien, und die in ihr gelegenen Dorfschaften, zumal die nördlichen, das ganze Jahr hindurch bewohnt. Nur das äußerste Südende hatte Schönborn sehr öde gefunden, und auch Hoskyns fand schon Anfang October auch die Umgebung des westlicher, in gleichem Breitenparallel mit dem Awlan-See liegenden Armutly (d. i. Birnenort) verödet.“…. „Die Einwohner, zumal die Landleute derselben, behaupteten, daß sie eben den hohen Schneegipfeln den Schutz vor kalten Winden, ihr mildes Clima und die Fruchtbarkeit ihres Landes verdanken; durch kalte Nordwinde, die jene nicht eindringen lassen, sagten sie, würde die Vegetation gehindert werden. Auf jeden Fall bedingen diese Umgebungen durch den Segen ihrer Bewässerung den Wachsthum des Bodens und die großartige Scenerie, welche hier die Landschaft verherrlicht.“

So umreißt Carl Ritter Mitte des 19. Jh.die klimatischen Eindrücke europäischer Reisender von der Elmalı-Ovası.
Während die Küstengebiete der Teke-Region ein typisch mediterranes Klima mit milden Wintern aufweisen – die Temperaturen fallen dort selten unter den Gefrierpunkt, die Sommer dort sind heiß und fast ohne Regen, die Luftfeuchtigkeit allerdings ist aufgrund der Nähe zum Meer hoch – kann das Klima der Elmalı-Ebene als Übergangsklima zwischen dem mediterranen Küstenklima und dem Kontinentalklima des zentralanatolischen Hochlandes bezeichnet werden. So beginnt das „Frühlingserwachen“ in der Elmalı Ovası deutlich später als in den vorgelagerten Küstenregionen von Kaş, Demre und Finike, und die Apfelbaum-Blüte signalisiert den phänologischen Vollfrühling dort erst Mitte Mai. Der Übergangscharakter spielt eine wichtige Rolle für die Vegetationsstruktur der Region und das Wachstum bestimmter landwirtschaftlicher Produkte, die besser für das kontinentale Klima des Binnenlandes geeignet sind, insbesondere Getreide. Obwohl die Niederschlagsmenge zum Inneren der Teke-Region abnimmt, ist der mittlere Jahresniederschlag in der Elmalı Ovası im Herbst, Winter und Frühling von Oktober bis April mit 494,6 mm vergleichsweise hoch, da die Nordost-Südwest-Ausrichtung der Gebirgsmassive in den Senken im Lykischen Taurus für die nötigen Regenfälle sorgt, die meist von den Süd- und Südwestwinden aus dem Mittelmeer herangetragen werden.
Die niederschlagsreichste Zeit des Jahres beginnt im November und dauert bis Mai, wobei das ganze Jahr über ein allmählicher Anstiegs- und Abfallzyklus erkennbar ist. Von Dezember bis März beträgt der monatliche Niederschlag immer noch über 45–50 mm. Im Dezember erreicht diese Menge 98,9 mm, und der Januar hat die zweithöchste Niederschlagsmenge von 83,1 mm. Zwischen März und April ist ein Rückgang von 60 mm auf 30 mm zu beobachten. Im Sommer liegen die Niederschlagsmengen unter 15 mm, wobei der August mit 6,8 mm die wenigsten Niederschläge bringt. Von September bis Oktober steigen sie von 11 mm auf 30 mm. Die durchschnittliche Anzahl der Tage mit Niederschlägen on 0,1 mm oder mehr überschreitet nicht 12 pro Monat, was der Anzahl für Dezember und Januar entspricht. Die relative Luftfeuchtigkeit beträgt wegen der Meeresnähe (etwa 65 km Luftlinie) im Jahresdurchschnitt immer noch 54 %. In den Monaten Oktober bis Mai liegt sie weiterhin bei über 50 %, wobei die höchsten Quoten (74 %) im Dezember und im Januar (70 %) erreicht werden. Die hohe Luftfeuchtigkeit führt in diesen Monaten zu einer Nebelbildung an 3–4 Tagen. In den Sommermonaten Juni, Juli und August liegt die Luftfeuchtigkeit, im Gegensatz zu den hohen Luftfeuchtigkeitswerten der Küstenregionen, bei etwa 36–42 %, was das Hochland in den Sommermonaten zu einem bevorzugten Aufenthalt für die Bewohner der Küstenzone macht („Yaylacılık“).
Die mittlere Jahrestemperatur für Elmalı beträgt 13,1 °C. Der Juli als der heißeste Monat ist mit durchschnittlich 23,3 °C hitzemäßig moderat. Die Tagesunterschiede zwischen Höchst- und Tiefsttemperaturen sind im Juli am höchsten. Die Sommermonate Juli, Juni und August weisen einen täglichen Temperaturunterschied von 31,3 °C, 26,2 °C bzw. 31,0 °C auf, was den kontinentalen Charakter dieser Hochlandzonen kennzeichnet. Die entsprechenden Mittelwerte der täglichen Temperaturunterschiede sehen allerdings mit 14,5 °C, 15,1 °C und 15,6 °C deutlich gemäßigter aus. Von Juni bis August liegen die Temperaturen über 20 °C, in den Monaten April, März, September und Oktober im Mittel bei über 10 °C. Zwischen November und April fällt der Durchschnitt unter 10 °C. Der Monat Januar weist mit durchschnittlich 3,0 °C die niedrigste Temperatur auf. Dezember und Februar haben im Mittel 15 Tage mit Temperaturen unter 0 °C. Der Januar hat 20 Tage mit Temperaturen unter dem Gefrierpunkt. Dann liegt die bodennahe Temperatur bis 5 cm Höhe durchschnittlich knapp über dem Gefrierpunkt (2,6 °C). Die mittlere Anzahl der Schneetage im Januar beträgt 1,9, zugleich mit der größten Schneedecke von 50 cm Dicke.
Die mittlere jährliche Verdunstungsrate ist mit 1401,3 mm weit höher als die mittlere jährliche Niederschlagsrate (= 494,6 mm, s. o.). In der Elmalı Ovası herrscht deshalb zwischen Mai und November Wassermangel, dessen Höhepunkt in den Monaten Juni, Juli und August ist. In dieser Zeit kommt einer umfassenden FelBewässerung der Ebene, abhängig von ihren Grundwasserressourcen, eine entscheidende Bedeutung zu. Zwischen November und März kommt es dagegen zu einem Wasserüberschuss, der in diesem Zeitraum eine dominierende Rolle für das Pflanzenwachstum spielt. Auf diesem Hintergrund findet der Winteranbau von (Winter-)Getreide in der Elmalı Ovası Anfang und Mitte Oktober bis Ende November statt, die Ernte beginnt frühestens Anfang Juni und dauert bis zum Monatsende. Der Anbau von Sommergetreide, auch wenn er nur in wenigen Dörfern praktiziert wird, beginnt Mitte April und dauert bis Ende Mai. Die Ernte erfolgt Ende August.
Der kontinentale Charakter des Hochlandbeckens hat zudem für die Behausungen der Bewohner der Elmalı-Ebene stabile Bauten erforderlich gemacht. Charakteristisch ist deshalb eine traditionelle anatolische Hochlandarchitektur mit Steinfundament, Überbau aus Lehmziegeln und Holz-Fachwerkgerüst. Ausgrabungen in Karataş-Semayük haben gezeigt, dass die Lehmziegelarchitektur seit prähistorischen Zeiten die vorherrschende Architekturform in den Hochlandebenen Lykiens war (siehe unten: Tumuli und Friedhöfe). Obwohl die moderne Ziegel-Zement-Architektur mittlerweile überall Einzug gehalten hat, herrscht im älteren Teil der Stadt Elmalı und in vielen Dörfern noch immer die traditionelle Architektur vor. Ihre dicken Mauern sorgen im Sommer für Kühle und im Winter für Wärme. Laut der Statistik von 1981 wurden dort auf dem Lande 3877 Häuser aus Lehmziegeln, 933 aus Stein und 388 aus gebrannten Ziegeln gebaut (76 %, 17 % bzw. 7 %), was den jüngsten Anstieg der Verwendung von gebrannten Ziegeln in der Region Elmalı andeutet.

## Vegetationsmerkmale
Die Vegetation der Elmalı-Region wurde vom niederländischen Archäobotaniker W. van Zeist der Oro-mediterranen Vegetationsstufe zugeordnet und als von alpiner Vegetation umgeben beschrieben. Da die Elmali Ovası selbst weitgehend landwirtschaftlich genutzt wird und somit kaum mehr Merkmale natürlicher Vegetation aufweist, liegen die vegetationsgeographischen und landschaftsprägenden Aspekte mehr im umgebenden Hügel- und Bergland der Region, die vor allem wegen ihrer noch stattlichen Zedernwälder bekannt ist. Innerhalb der oberen Waldzone von 1200–2000 m finden sich hauptsächlich Nadelwälder aus Pinuss nigra (Schwarzkiefer bis 1800 m Höhe), Cedrus libani (Libanesische Zeder/Sedir), Abies cilicia (Kilikische Tanne/Köknar) und Juniperus excelsa (Griechischer Wacholder/Boylu Ardıç). Südöstlich des Avlan Gölü und südlich von Elmalı gibt es ausgedehnte Zedern- und Tannenwälder sowie Wacholder-Zedern-Wälder. Zu den Strauchschichten dort gehören Quercus calliprinos (Palästina-Eiche) bzw. Quercus coccifera (Kermes-Eiche oder Stech-Eiche, Kermes meşesi), Juniperus oxycedrus (Stechwacholder/Katran Ardici), Heckenkirsche (Lonicera xylosteum/Hanımeli), Berberitze (Berberis vulgaris/Karamuk), Terpentin-Pistazie/Terebinthe (Pistacia terebinthus/Menengiç). Als Degenerationsstadium von Zedern-Wacholderwäldern findet man im gleichen Gebiet die Strauchvegetation lichter Wacholder-Eichenwälder aus Griechischem Wacholder und Kermes-Eiche. Die Zedern-Wacholder-Wälder in der Nähe des Avlan Gölü kommen in einer Höhe von bis zu 1050 Metern vor. Die dichten Wälder von Cedrus Libani waren in der Vergangenheit wie auch heute eine wichtige Lebensgrundlage für die Bewohner der Ebene und wurden in der Antike vor allem im Schiffbau, in der Hausarchitektur, für Möbel und zum Heizen genutzt. Reiseberichte aus der Mitte des 19. Jh. erwähnen auch die umfangreiche Nutzung von Zedernholz in Elmalı zu Heizzwecken und als Exportgut u. a. nach Ägypten. Gegenwärtig gibt es im Gewerbe- und Industrieviertel (Organize Sanayi Bölgesi) von Elmalı einen großen Bereich mit Tischlereien, die sich mit der Verarbeitung von Zedernholz befassen. Seine Nutzung ist in begrenzten Mengen auf Möbelbau und Luxusartikel beschränkt. Wachstum und Nutzung der Zedern werden vom Forstamt in Elmalı streng kontrolliert.
Pollenanalytische Untersuchungen vermittelten darüber hinaus ein Bild auch von der Situation quartärer Vegetation der Elmalı Ovası. Sie wurde bereits 1973 ebenfalls von Willem van Zeist anhand von Sedimentkernproben vergleichbarer Standorte an Seen mit ähnlichen geografischer und klimatischer Lage wie der Elmalı Ovası bei Karamık (Kreis Elmalı), Beyşehir, Hoyran (Eğirdir Gölü) und Söğüt (Kreis Gölhisar) ermittelt. Die Sedimentproben wurden auf ein Alter von etwa 4000 Jahren datiert. Van Zeist korrelierte 1977 weitere Proben vom Karagöl und Avlan Gölü in der Elmalı Ovası mit Ergebnissen von 1973. Demnach unterscheidet man für die historische Situation in der Antike verschiedene zeitliche Abschnitte: Zwischen 4.000 und 3.000 v. Chr. ergab sich ein Vorherrschen von Zedern- und Kiefernwäldern, wobei Griechischer Wacholder die Berghänge in 1.000 m Höhe und darüber bedeckte. Um ca. 3000 v. Chr. kamen dazu Walnussbäume in geringem Prozentsatz. Danach gab es offensichtlich eine Pollenpause der Waldvegetation. Im zweiten und ersten Jahrtausend v. Chr., häuften sich Beweise für die Kultivierung von Getreide und den Anbau von Obstbäumen mit Walnuss, Kastanie, Ölbaum, Weinrebe und Zitrus, also auf Eingriffe des Menschen in die natürliche Pflanzendecke, während offenbar auf großen Flächen Wälder abgeholzt wurden. Zudem deuteten die vergleichenden Pollendiagramme vom Söğüt-See auf ein trockeneres Klima zwischen 20.000 und 10.000 v. Chr. hin mit einer glazialen und spätglazialen Steppenvegetation aus Artemisia (Wermut) und parasitären Pflanzen, wobei während feuchteren Phasen mehr oder weniger offene Wälder aus Kiefern-, Zedern- und Eichenwäldern vorherrschten. Ab 8.500 v. Chr. bestimmte zunehmende Feuchtigkeit die Ausbreitung einer Waldvegetation in den Bergen. Zwischen 6.000 und 5.500 v. Chr. eroberten zwischen ca. 800 und 2000 m Höhe ausgedehnte Wälder den oro-mediterranen Vegetationsgürtel vollständig.

## Agrarwirtschaftliche Aspekte
Bis in die 1960er Jahre wurde in der Region der Elmalı Ovası Trockenfeldbau betrieben, da das Oberflächen- und Grundwasser für diese Art der Landwirtschaft ausreichte. Bereits seit dem 19. Jh. weisen Reiseberichte immer wieder auf das milde Klima und die fruchtbaren Böden der Ebene hin und nennen die Elma Ovası die Kornkammer von ganz Lykien. Dabei erweisen sich besonders die Berichte von Charles Fellows, Thomas A. B. Spratt und Edward Forbes, Richard Hoskyn, Edwin John Davis und Julius August Schönborn als wertvolle literarische Quellen. Auch rezent gilt die Elmalı-Ebene als eines der fruchtbarsten Hochlandbecken der Teke-Region. Die Landnutzung der Elmalı Ovası und ihres Umfeldes verteilte sich in den 1980er Jahren in etwa auf 29 % Wälder, 15 % Weideland, 32 % Trockenfeldbau, 5 % Bewässerungsland sowie 5 % Obst- und Weingärten. Getreide und Obst waren die dominierenden Nutzpflanzen der Ebene. Darüber hinaus waren Weinbau und der industrielle Anbau von Zuckerrüben und Anis Hauptprodukte der Ebene. Und es wurde Honig produziert. Nach den 1960er Jahren war die Produktivität durch Drainage- und Bewässerungs-Systeme gesteigert worden. Eine besondere Rolle spielte dabei die Anlage einer Talsperre bei Gömbe (Çayboğazı Barajı; Gömbe Barajı) in der Westecke der Gömbe Ovası (Landkreis Kaş). Dieser Çayboğazı-Staudamm wurde zwischen 1996 und 2000 zum einen für die Gömbe-Elmalı Ovası zu Bewässerungszwecken, darüber hinaus zur Wasserversorgung der Küstenstadt Kaş und des im Hinterland von Kaş gelegenen Yavu-Berglandes errichtet: Durch die natürlich vorgegebene hydrologische Isolation dieser Karstlandschaft zwischen der steilen Mittelmeerküste und den tiefen Kerben von Kasabasenke bzw. Demre Çay-Durchbruch wird das Yavu-Bergland von endemischer Trockenheit geprägt, was den dortigen Abwanderungsprozess kräftig fördert. Obgleich man diese natürliche Benachteiligung durch Bau von Talsperren im Hinterland und Anlage von Wasserleitungen von dort aus zu mildern sucht, ist der vorherrschende Trend zur Hofaufgabe und Umsiedlung in die Küstenebenen oder in die Elmalı Ovası ungebrochen. Der 67,70 m hohe Erdkörperdamm der Çayboğazı Barajı mit einer Speicherkapazität von 56 Mio. m³ liegt an den südöstlichen Hängen des Ak Dağ auf 1170 m Höhe im oberen Teil der Gömbe Ovası entlang der Flüsse Kapaklı Çayı und Sancıkısık Çayı, die ihn speisen. Seine maximale Fläche beträgt 2,35 km². 18 Gemeinden im Umfeld von Elmalı profitieren von den entsprechenden Bewässerungsmöglichkeiten, deren landwirtschaftlichen Flächen 64.819 ha betragen. Der Staudamm, der geographisch bei Gömbe im Elmalı-Polje, administrativ aber im Kreis Kaş liegt, wird u. a. vom Wasser des Uçarsu-Wasserfalls gespeist sowie von Schneeschmelzen des Ak Dağ. Weitere natürlichen Quellen für den Stausee sind die Beypınarı-Quellen mit 3 Quellaustritten bei Çakallar, etwa 1 km westlich von Gömbe an den Kontaktpunkten zwischen den Jura-Kreidezeit-Kalksteinen des Yumru Dağı und dem eozänen Flysch. Ein Grabensystem leitet das Quellwasser in den Çayboğazı-Stausee. Eine andere Quelle liegt 450–500 m entfernt vom Dorf Yeşilgö, von wo es zur Bewässerung in die Elmalı-Ebene transportiert wird.
Durch den Talsperrenbau hat sich die agrare Situation in der Elmalı Ovası deutlich verändert: Derzeit (2017) bestehen 36,4 % (593.350 Hektar) der Gesamtfläche des Kreises aus Agrarflächen. Von den übrigen, anderweitig genutzten Gebieten (51,3 %, 835.723 ha) sind 9,2 % (150.000 ha) Wiesen und Weiden und 3,1 % (50.927 da) Wälder. Die für die Landwirtschaft geeigneten Flächen der Klasse I liegen vor allem im Polje selbst. Von den 561.319 ha der Agrarflächen (ohne Brachflächen) werden auf 449.687 ha Feldfrüchte und Freilandgemüse kultiviert oder Gewächshausanbau betrieben. Die Baumkulturen (111.632 ha) sind zu 89 % (99.686 ha) Apfelplantagen. Ein spürbarer Klimawandel hatte deutliche Auswirkungen auf Umwelt und Wirtschaft der Ebene. Vor den 1960er Jahren wurden die Seen Avlan Gölü und Karagöl etwa alle 10 bis 20 Jahre überschwemmt. Zwischen 1959 und 1969 kam es zu größeren Überschwemmungen, wobei der Karagöl von 2440 ha auf 4500 ha und der Avlan Gölü von 850 ha auf 2000 ha anwuchsen. Seit der Austrocknung der Seen in den 1970er Jahren herrschte in der Region ein trockeneres Klima. Fischfang, Jagd und die Nutzung von Schilf, das entlang der sumpfigen Teile der Seen gewachsen war, wurde untersagt. Während die Niederschlagsmenge in den 1960er Jahren noch 540 mm betrug, sank sie in den 1990er Jahren auf unter 500 mm. Der Grundwasserspiegel, der früher bei 5–18 Metern lag, ist erheblich gesunken. Das Wachstum der Zedern hat nachgelassen, und die Waldgrenze hat begonnen, sich zurückzuziehen. Die veränderte klimatische Situation wirkte sich auch auf die Ernteerträge aus, insbesondere der Apfelkulturen, so dass zwischen 1993 und 1996 über 220.000 Apfelbäume wegen Austrocknung gefällt werden mussten. Deshalb gab es kürzlich Versuche des D.S.İ. (Devlet Su İşleri/Staats-Wasserbauamt), die Seen wieder auf ihren vorherigen Stand zu füllen.

## Bemerkungen zur Geschichte und Forschungsgeschichte

### Urgeschichte
Wissenschaftliche Forschungen zur Vorgeschichte der Elmalı Ovası begannen vergleichsweise spät Mitte des 20. Jh. bei einer Untersuchung 1947 durch den britischen Archäologen Sinclair Hood, der dem Prähistoriker James Mellaart seine Entdeckung weiß bemalter Keramik zur Veröffentlichung überließ, woraufhin Stätten aus der Kupferzeit, der frühen Bronzezeit und der Eisenzeit identifiziert wurden. Die Erkenntnisse über die prähistorische Besiedelung der Elmalı-Ebene stammen dabei allerdings hauptsächlich aus den beiden Ausgrabungsstätten Bağbaşı und Karataş/Semayük. Prähistorische Siedlungen in Anatolien begannen mit nicht-sesshaften Völkern, die Felsunterstände als Wohnsitz nutzten. So waren erste Siedlungen im Bezirk Elmalı wahrscheinlich auch derartige Felsunterkünfte und Höhlen, von denen es in der Gegend zahlreiche gibt. Spuren des Neolithikums und des Paläolithikums, die in einigen Gebieten wie Bozhöyük und Karaini gefunden wurden, stützen diese Idee. Besonders die Höhlen in der Ortschaft İnlikaya im Osten des Bezirks Bozhöyük, die Täler des Köyderesi und Türkişi Çayı und darunter Elmalı-Karaini sind typische Beispiele für diese Art von Felshöhlen.
Die „archäologische“ Landschaft der Milyas-Region der vorklassischen Zeit nahm aufgrund ihrer Lage an der Kreuzung natürlicher Übergänge zwischen Küsten- und Binnengebieten und der Umweltbedingungen, die landwirtschaftliche Aktivitäten ermöglichten, eine besondere Stellung ein und hat eine offenbar reiche Siedlungsgeschichte. Die ersten menschlichen Aktivitäten in der Milyas verdeutlichen nachweisbare „Offenland“-Siedlungen (nicht in Höhlen) aus dem Mittelpaläolithikum. Oberflächenuntersuchungen und Ausgrabungen in der Elmalı Ovası bestätigten in einem Gebiet, das sich von Akçay bis Gökpınar erstreckte, dauerhafte Siedlungen seit dem Ende des 7. Jahrtausends v. Chr. Im Südosten der Regiom Kocapınar (Ayvasıl), 5 km südöstlich von Elmalı, wurden auf den Feldern Feuersteine in Form von verarbeiteten und unverarbeiteten Silexknollen ohne Transportspuren gefunden. Sie belegen die für die Mittelsteinzeit typische Technik des Feuersteinschlagens. All dies weist auf erste in der Türkei dort identifizierte „Offenland“-Siedlungen hin, die der mittleren Altsteinzeit (Mousterian) (150.000–40.000 v. Chr.) zuzuordnen sind. Darüber hinaus wurden auch im „Offenland“-Siedlungsgebiet Elmalı-Karaini und Büyüksöğle Funde gemacht, die mittelpaläolithische Merkmale aufweisen. Andere archäologische Studien offenbaren zudem, dass, als in der Jungsteinzeit (8000–5500 v. Chr.) erste Siedlungssysteme auf Produktivität basierten, man in der Elmalı Ovası offenbarten begann, in Häusern zu leben, Lebensmittel zu lagern und Tiere zu domestizieren. Spätchalkolithische Architekturrelikte in Bağbaşı zeigen, dass kleine, friedliche Gemeinschaften, die auf Landwirtschaft und Viehzucht basierten, auch kommerzielle Aktivitäten betrieben. Mit der frühen Bronzezeit wurde ein deutlicher Anstieg der Siedlungszahl in der Elmalı Ovası festgestellt. Unter anderem liefert die Karataş-Grabung, die M. J. Mellink zwischen 1963 und 1976 durchführte, Hinweise für die frühe Bronzezeit, die auf eine befestigte Siedlung und eine geschichtete Sozialstruktur mit Ober- und Unterstadt und einer großen Nekropole hinweisen. In Bağbaşı freigelegte Gräber im Pithos-Stil (Urnenbestattung) und Resultate von Hacımusalar haben dokumentiert, dass die bronzezeitlichen Siedlungen in der Elmalı-Ebene bis zur Zeit des Althethitischen Königreichs (mittleren Bronzezeit) aktiv waren.
Keramikproben aus der hethitischen Zeit um 2000 v. Chr. aus Grabungen in der Region Bağbaşı-Semayük zeigen, dass die Orte der Elmalı-Ebene und die hethitischen Zentren damals miteinander in Verbindung standen und betonen die wichtige Rolle der hethitischen Souveränität in der Region Elmalı. Das Gebiet um Elmalı, das in hethitischen Quellen als das Land Lukka bezeichnet wurde, nannte man später Milyas, Termilei und Lykien. Herodot gibt an, dass die Region früher als „Milyas“-Land bekannt war und die Menschen in Milyas „Solymer“ genannt wurden. Die Menschen von Solymos und Milyas waren ein von den Lykiern getrennter Stamm und wurden zur Pisidier-Gemeinschaft gezählt. In der Elmalı-Ebene gibt es somit offenbar eine kontinuierliche Siedlungsfolge vom Spätneolithikum bis zur Spätbronzezeit. Manche Epochen, z. B. Spätchalkolithikum und Frühbronzezeit, sind zumeist archäologisch gut belegt, andere dagegen, wie Spätneolithikum, Frühchalkolithikum oder Mittelbronzezeit, sind weniger bekannt, und Belege für die Spätbronzezeit scheinen völlig zu fehlen. Für die Kupfersteinzeit und Frühbronzezeit wurden in der Gömbe Ovası zwei Fundstellen gefunden: Akçay I und Коса (Tekke) Höyük (Tekke = Dervischkloster), gleichzeitig in anderen Regionen der Ebene frühbronzezeitliche Stätten bei Gilevgi, Mürsal und Beyler (bei Hacımusalar).
Bemalte Keramik aus der frühen Bronzezeit fand man auf Hügelgräbern (s. u.) beim Gilevgi Höyük, Semayük, Karataş Höyük, Söğrie und Beyler Höyük. 1977 identifizierte man in Bağbaşı und anderen Standorten Keramik, nach der man drei weitere Siedlungsperioden nachweisen konnte: Spätneolithikum/Frühchalkolithikum, Mittelchalkolithikum und Spätchalkolithikum. In Bağbaşı machten Funde deutlich, dass man mit benachbarten Regionen interagierte, weil Kupferminen in Südwestanatolien fehlen. Archäologische Beweisen dort deuten auf eine recht friedliche Dorfgemeinschaft hin, da weder Ringmauern noch Waffen nachgewiesen wurden. Gleichzeitig konnten auffällige Veränderungen des Siedlungsmusters auf klimatische Veränderungen und auf die Überflutung durch die in der Ebene gelegenen Seen zurückgeführt werden, deren sumpfiger Charakter Landwirtschaft und/oder Siedlungen kaum zuließen. In diesem Zusammenhang stellte sich das benachbarte frühbronzezeitliche Dorf Karataş, für das sechs Haupt-Siedlungsphasen nachgewiesen wurden, als eine direkte Nachfolgesiedlung für das chalkolitische Dorf Bağbaşı heraus.

### Tumuli und Friedhöfe
Von der mittleren Bronzezeit bis zum 8. und 7. Jh. v. Chr. weisen archäologische Befunde in der Elmalı-Ebene auf eine Siedlungslücke hin: Es wurden bisher keine nennenswerten Wohnplatz-Relikte mit Ausnahme der bereits erwähnten, sehr spärlichen Überreste bei Bağbaşı und Karataş gefunden. Man entdeckte allerdings eine große Zahl von Hügelgräbern, die sich hauptsächlich auf den Norden der Ebene bei Bayındır, Karaburun und Kızılbel konzentrieren und somit dokumentieren, dass die Ebene auch damals eher dicht bewohnt war. Diese eisenzeitlichen „Friedhöfe“ in der Elmalı-Ebene sind auf zwei Regionen verteilt: Zum einen auf die Semayük-Ebene zwischen dem Elmalı Dağı und den Bey Dağları sowie andererseits die südwestlichen Hänge zwischen dem Balıklar Dağı und Elmalı, wo der Elmalı Dağı an den Karagöl stößt. Der größte dieser „Friedhöfe“ befindet sich in der Semayük-Ebene und den umliegenden Gebieten entlang eines Korridors zwischen dem Nohutlu Dağı im Süden und Özdemir (Gilevgi) im Norden der Göl Ovası. Dort gibt es bei Baltasıgedik, Bayındır, Boztepe, Karaburun, Müğren und Geçmen Hunderte von Tumuli, manche davon gehäuft, einige einzeln. Im Abschnitt zwischen Baltasıgedik und Yardere (Kurttepe) wurden vom Elmalı-Museum mehr als hundert Steinhügel auf beiden Seiten einer alten (antiken?) Straße identifiziert. Nach der türkischen Archäologin Azize Yener, die im Auftrag der Elmalı-Museumsdirektion Studien durchführte, gehören die Steinhügel in Baltasıgedik aufgrund ihrer großen Ähnlichkeit mit den Grabhügelgruppen in Bayındır und Geçmen möglicherweise zu einem abgegrenzten Friedhof. Im Rahmen von Rettungsgrabungen und Oberflächenuntersuchungen wurden Tumuli aus Steinhügeln in den Gebieten zwischen Bayındır und Kurttepesi (Yardere) in Köyiçi, Deresosyal, Çağılkaynakler, Ardıçlı Tepe, Çıtlık Tepe und Kurttepesi erfasst, die man in das 8./7. Jh.v. Chr. datiert. Chronologisch gesehen stellt die Gruppe Bayındır/Çağılkaynakler die ersten Beispiele für Gräber im Tumulus-Stil in der Region dar. Die übrigen Exemplare stammen aus dem 6. Jh.v. Chr. Das Gräberfeld Bayındır erstreckt sich 2,5 km östlich des Dorfes Bayındır am Senir Tepe, heute bekannt als Burunucu. Hier befinden sich auf einem Fundplatz aus der Kupfersteinzeit sechs Tumuli aus dem 6.–5. Jh. v. Chr., von denen vier von M. J. Mellink und zwei von A. Yener erforscht wurden. Zwischen Burunucu und Bayındır, 1,5 km südlich von Karaburun I, befindet sich der Boztepe Tumulus aus der ersten Hälfte des 5. Jh. v. Chr., der allerdings auch Funde aus der Kupfersteinzeit liefert.
Weitere an Hügelgräbern reiches Gebiete liegen in der Mitte und an der Südostseite der Gölova-Ebene. Hier steht – vollständig freigelegt – die stark beschädigte, aus Monolithblöcken bestehende Steingrabkammer des Müğren-Tumulus auf einer Karstklippe (Tepecik) im Bezirk Gölova. Die Grabkammer stammt aufgrund ihrer architektonischen Struktur und Decken-, Giebel- und Wandmalereien aus dem letzten Viertel des 6. Jh. v. Chr. Einen weiteren Friedhof mit Gräbern im Tumulus-Stil, von den Einheimischen „Temelarası“ (Fundamentplatz) genannt, gibt es an der Gavurali-Straße zwischen Söğle Höyük und Geçmen mit etwa fünfzig Steingräber, die von M. J. Mellink entdeckt, aber noch nicht untersucht wurden, von denen einige zerstört und andere gut erhalten sind. Darüber hinaus stehen nördlich des Karagöl im Gebiet zwischen dem Balıklar Dağı und Elmalı der Kızılbel Tumulus auf einem chalkolithischen Fundplatz und der Kışla Tumulus (Ada Tepe/Yeltepe), der heute völlig zerstört ist. Unter diesen Grabhügeln, die beide steinerne Grabkammern haben, stammt Kızılbel aufgrund seiner Architektur und Wandmalereien aus dem letzten Viertel des 6. Jv. Chr., wird aber auch in die erste Hälfte des 5. Jh. v. Chr. eingeordnet.
Nachdem ab der zweiten Hälfte des 6. Jh. v. Chr. die Perser die Region beherrschten, war es offenbar zu einer deutlichen Zunahme der Grabhügel gekommen (Kızılbel, Müğren, Köyiçi, Deresosyal, Kurtderesi, Ardıçlı, Karaburun III- VI), und in der ersten Hälfte des 5. Jh. v. Chr. kamen als letzte Tumuli in diesem historischen Rahmen Karaburun I-II, Boztepe und Kışla hinzu. Die neununddreißig Grabhügel, die bisher ausgegraben wurden, stellen nur einen sehr kleinen Teil jener Hunderte ähnlicher Gräber dar, die in Baltasıgedik, Bayındır und Geçmen identifiziert wurden. Das bedeutet, dass sich in der Elmalı Ovası nach Gordion und Sardes (Bin Tepe) eine der größten Nekropolen mit Friedhöfen im Tumulus-Stil im eisenzeitlichen Anatolien befindet und dass die Bestattungstradition gehobener sozialer Schichten in der Milyas während der mittleren und späten Eisenzeit durch Gräber weitgehend im Tumulus-Stil erfolgte. Der architektonische Stil der Gräber und ihre Inhalte deuten bereits für das 8. und 7. Jh. v. Chr. auf einen starken phrygischen und lydischen Einfluss in der Elmalı Ovası hin. Vergleichbares gilt bezüglich westanatolischer/lydischer Wirkung auf die Grabmalereien von Kizilbel aus dem 6. Jh. und auf eine Mischung aus persischen und ostgriechischen/westanatolischen frühklassischer Beeinflussung bei Wandmalereien des Grabes von Karaburun II. aus der ersten Hälfte des fünften Jh. v. Chr. Neben der Tumuli-Bestattungstradition im nördlichen Teil der Ebene kommen – hauptsächlich am Südrand der Ebene – auch Felsgräber vom lykischen Typus vor, so bei Islamlar, Armutlu und Kızılca. Die dortigen architektonisch durch holzimitierte Steingrabkammern nachgeahmten ursprünglichen Strukturen verdeutlichen Erfahrungen und Kenntnisse, die bis in die Voreisenzeit in dieser Region zurückreichen. Diese Art der Holzbauweise und ihre Nachahmung in Stein hat sich über die Antike (z. B. in Myra) bis in die Moderne erhalten (z. B. in Beyler).
Die dreidimensionalen historischen Grab-„Denkmäler“ der Tumuli, die für die Milyas so typisch sind, können letztendlich, ähnlich wie ihre Gegenstücke in Phrygien und Lydien, als Hinweise auf realen oder vermeintlichen Familien- oder Ahnenkult interpretiert werden. „The tumulus tombs excavated near the village of Elmalı by the Bryn Mawr College expedition in the early 1970s not only revealed tomb paintings of extraordinary interest for the understanding of the Achaemenid-Lykian-Anatolian-East Greek styles and ideologies, but also threw light upon the Phrygian sphere of influence in the sepulchral architecture in Lykia in the Late Archaic and early Classical period.“ („Die Tumulusgräber, die in der Nähe des Dorfes Elmalı von der Expedition des Bryn Mawr College Anfang der 1970er Jahre ausgegraben wurden, brachten nicht nur Grabmalereien von außerordentlichem Interesse für das Verständnis der achämenidisch-lykisch-anatolisch-ostgriechischen Stile und Ideologien zutage, sondern brachten auch Licht ins Dunkel des phrygischen Einflussbereichs auf die Grabarchitektur in Lykien in spätarchaischer und frühklassischer Zeit.“)

### Klassische Antike
Vor der persischen Invasion lag die Milyas mit Elmalı im phrygischen Großreich, doch nachdem die Perser im 6. Jh. v. Chr. diese Region erobert hatten, wurde das Gebiet mit Lykien vereinigt. Nach den damaligen harten und blutigen Kriegen zwischen 545 und 540 v. Chr. war Lykien unter die Herrschaft der Achämeniden geraten und in die 1. Satrapie aufgenommen worden. Archäologische Daten aus verschiedenen Gräbern, wie Karaburun (Bayındır), Gölova, Boztepe (Gökpınar), Sarılar und Ördekbeli im Kreis Elmalı, zeigen, dass diese Regionen auch während des persischen Großreichs im 4. Jh. v. Chr. wichtige Siedlungsgebiete waren. Laut einer Inschrift bei Kızılca und aufgrund von Münzen aus der Zeit 360–380 v. Chr. entstanden damals die Burgen Gilevgi Kalesi (bei Özdemir) im Norden, Buralye (Podalia) im Südosten und Avşar Kalesi im Südwesten, Festungen, die die Eingänge zur Elmalı Ovası bewachten. Bemalte Grabkammern im Karaburun-Tumulus von 470 v. Chr. verdeutlichen, dass der örtliche Fürst sowohl in seiner Kleidung als auch im Schmuck den Einfluss der persischen Kultur trug. Ähnliche Effekte vermitteln die Wandmalereien des Kızılbel-Tumulus, die die Lebensszenen eines persischen Aristokraten widerspiegeln. Und auf einer Grabstele m Bezirk Yalnızdam kämpft ein persischer Kavallerist auf seinem Pferd. Vieles weist darauf hin, dass die Region Elmalı zusammen mit ihrem Feudalherrn in dieser Zeit ein enger persischer Verbündeter war. Bis 360 v. Chr. wurden lykische Städte von lokalen Dynasten regiert, die Steuern an die Perser zahlten, eine Situation, die anhielt, bis Alexander der Große im 4. Jh. v. Chr. die Milyas während seines lykischen Feldzugs verheerte, durch die Elmalı-Ebene, das Arykanda-Tal und die Limyra-Ebene Antalya erreichte und die Region übernahm. Wahrscheinlich wurden die Gebirgsregionen um Gilevgi (Özdemir), Armutlu und Elmalı nach der Eroberung der Region durch Alexander auf höheren Standorten mit Blick auf die Elmalı Poljen weiter besiedelt.
Die nachfolgenden Diadochenkriege betrafen auch die Region Milyas. Die Souveränität der Ptolemäer dauerte fast ein Jahrhundert. 197 v. Chr. wurde das Gebiet vom seleukidischen König Antiochus III. übernommen und ging bereits 7 Jahre später an die Römer. Mit dem Vertrag von Apameia (Apameia Kibotos 188 v. Chr., heute Dinar) wurde die Milyas an Eumenes II. übergeben. Das restliche Lykien überließ man Rhodos, das beim Lykischen Bund (belegt seit 167 v. Chr.), einer Union aus 23 stimmberechtigten Städten, auf erheblichen Widerstand stieß. Die Kontrolle von Rhodos über Lykien endete 167/168 v. Chr. Einige der dem Bund angeschlossenen Städte, u. a. Khoma und Podalia, lagen in der Elmalı Ovası und übernahmen während der Herrschaft des Römischen Reiches wichtige Aufgaben, einschließlich der Führung des Lykischen Bundes.

### Die Elmalı Ovası und der Lykische Bund
Die seit prähistorischer Zeit besiedelte Elmalı Ovası wurde erst spät ein Teil Lykiens. In archaischer und klassischer Zeit orientierte sie sich kulturell eher nach Phrygien und Lydien, wie zahlreiche Tumulus-Gräber, Fresken und Kunstwerke belegen. Der lykische Kultureinfluss lässt sich allerdings nur für den Südwesten der Ebene feststellen, wo u. a. bei İslamlar, Kızılca und Armutlu lykische Felsgräber entdeckt wurden und Sarkophage lykischen Typs in der klassischen Siedlung Afşar Kalesi. Die Erwähnung des Perikles in der lykischen Inschrift auf dem Felsgrab von Kızılca lässt vermuten, dass dieser Teil der Ebene zeitweise dem Dynasten Perikles von Limyra unterstand, der über das östliche und nördliche Lykien um 380–362 v. Chr. herrschte. Allerdings spricht die Tatsache, dass Khoma und Podalia im 1. Jh. v. Chr. autonome Münzen prägten, eher dafür, dass sie damals keine Mitglieder des Lykischen Bundes waren. Diese lokale Selbständigkeit wurde 46 v. Chr. beendet, als Julius Caesar die Gemeinden in der Elmalı Ovası dem Lykischen Bund überließ. Dazu zählten die Städte (Poleis) Khoma, Akarassos und Kodop(p)a in der Ova und weniger bekannte Kōmai (κῶμαι = von den Poleis abhängige Dörfer), wie Marakanda, Ouauta, Elbessos (dessen Toponym im Namen Elbis Dağı noch heute fortlebt), sowie Tetrapyrgia, Philetta, Terponella (Çağıltemeller), Terpis und Meikron Oros im bergigen Umland dieser Poleis.

### Das römische Straßennetz der Elmalı Ovası
Mit einer Vereinbarung zwischen Rom und Lykien waren bereits seit 46 v. Chr. verschiedene Orte der Milyas an Lykien gegeben worden, und Rom machte nach internen Unruhen und Kriegen Lykien im Jahr 43 n. Chr. zu einer seiner Provinzen in Anatolien, die vom Gouverneur des Kaisers Claudius, Quintus Veranius, als unabhängig verwaltet wurde. Die damals eingerichtete römische Provinz Lycia umfasste nach dem Stadiasmus Patarensis (1993 gefundener römischer Meilenstein aus der antiken Stadt Patara) auch die gesamte Polje von Elmalı mit den Städten Podalia, Khoma, Kodopa und Akarassos sowie dem Ort Soklai (Küçük Söğle), der am äußersten Südrand der fruchtbaren Polje von Müğren (heute Gölova) lag. Es gibt Indizien, dass zumindest der südliche Teil der Polje zwischen Gölova und Soklai zu Lykien gehörte. Die Tatsache, dass Podalia und Khoma, zwei der beiden Hauptorte der Polje von Elmalı, von Opramoas (Wohltäter des 2. Jh. n. Chr. in Lykien) mit Geldzuwendungen bedacht wurden, zeigt, dass diese Städte in der hohen Kaiserzeit endgültig als zum Lykischen Ethnos gehörig betrachtet wurden.
Die Milyas hatte zunächst also außerhalb von Lykien gelegen und wurde nach der Eingliederung Lykiens ins Römische Reich zusammen mit Lykien als Lykien bezeichnet. Danach ließ Claudius (41–54 n. Chr.) dort Straßen bauen, um die städtischen Siedlungen der Provinz miteinander zu verbinden. Das Stadiasmus Patarensis Monument, das diese Straßen auflistet, gibt Auskunft über die wichtigen Siedlungsgebiete im Bereich der Elmalı Ovası in dieser Zeit: Akarassos (Elmalı), Khoma (Hacımusalar), Kodopa, Podalia und Soklai (Söğle). Auch im 3. Jh. wurden Orte, wie Khoma, Elbessos, Akarassos, Philetta, Terponella, Terpis, Kodoppa, Meikron Oros, Orpeeni (Yapraklı), Soklai, İslamlar (Bodamya), Aytaş (?) und Podalia, als innerhalb der Elmalı Ovası genannt. Damals herrschte in den Siedlungen im Hügelbereich an den Seen ein intensives Leben. Allerdings ereignete sich 240 n. Chr. in Lykien und der Elmalı-Region ein schweres Erdbeben, bei dem viele Städte große Schäden erlitten. Um die in dieser Zeit zerstörten lykischen Städte wiederzubeleben, verlieh Gordianus III. den beschädigten Städten das Recht, Münzen zu prägen. Zu diesen Städten gehörten Khoma und Podalia.
Damals dürfte die Flächenausdehnung des Karagöl und des Avlan Gölü inmitten der Ebene und das Sumpf-Gelände zwischen ihnen so groß gewesen sein, dass sowohl die Lage der Siedlungen als auch die Verkehrswege sich daran orientierten. Deshalb hat sich hier nie eine lokale Zentralmacht entwickelt. Podalia war zwar bereits in hellenistischer Zeit neben Khoma die bedeutendste Stadt der Elmalı Ovası gewesen, Aber mehrere Städte rings um die Ebene teilten sich das Gebiet untereinander. Fünf Milyas-Orte werden im Stadiasmus Patarensis aufgelistet: Kodopa, Akarassos, Soklai, Khoma und Podalia. Sie wurden in claudischer Zeit durch eine Ringstraße miteinander verbunden, die partiell mit großen Steinblöcken gepflastert wurde, um den morastigen Boden zu überqueren. Khoma war nach Angaben des Stadiasmusmonuments der wichtigste Verkehrsknotenpunkt dort. Die von Westen kommende Straße nach Khoma teilte sich mit Erreichen der zentralen Ebene in zwei Richtungen und gelangte nach Umrundung der Ebene an denselben Ort zurück. Nahezu alle dort genannten antiken Orte liegen an den Rändern der Ebene an den Ausläufern der Berge an höher gelegenen Plätzen außerhalb der Feuchtböden der Seen und Sümpfe. In der Elmalı Ovası trafen sich damals die lykischen Fernverkehrswege aus den Talregionen des Arykandos (Akçay, Başgöz Çayı), Myros (Demre Çayı) und Xanthos (Eşen Çayı) mit Anschluss an anatolische Überlandstraßen: über Podalia nach Khoma, in die auch die Routen von Attaleia (Antalya), Idebessos, Arykanda von Osten, von Korydalla, Limyra, Arykanda aus Südosten, sowie von Myra, Myrostal, Arneai, Podalia aus Südwesten mündeten. Zwei Routen überquerten den Ak Dağ aus dem Xanthos-Tal: von Xanthos über Bodamya (İslamlar), Lengüme nach Neisa (Sütleğen) in die Elmalı Ovası; die andere kam von Tlos über die Bergfestung und Zollstation Kastabara (bei Dereköy, Kreis Seydikemer, Provinz Muğla) in die Hochebene.

### Byzantinische Zeit
Während der frühen byzantinischen Zeit wurde etwa 2 km östlich von Khoma eine neue Siedlung mit einer Größe von 8,5 Hektar gegründet. Dieser Ort, in dem vermutlich auch Marmormaterialien aus Khoma verwendet wurden, bildete den ersten Kern des heutigen Dorfes Beyler (10 km südöstlich von Elmalı). Im 4. Jh. n. Chr. wurden zudem die Burgen Avşar und Podalia umfassend repariert und verstärkt. Nach der Reichsteilung von 395 n. Chr. zählte die Elmalı Ovası zu Ostrom (Byzantinisches Reich). Was den Ort Elmalı, die zentrale Siedlung in der Elmalı Ovası, diesbezüglich betrifft, so ist ihre historische Zuordnung zum antiken Akarassos nicht eindeutig gesichert: Aus dem historisch-geographischen Kontext kann man seine Identifizierung mit der heutigen Kreisstadt Elmalı aber als sicher annehmen. Da die Stadt ihre Existenz offensichtlich bis in die Türkenzeit behaupten konnte und auch in osmanischer Zeit der zentrale Ort in der nach ihr benannten Ebene war, muss man mit einer kontinuierlichen Besiedlung bis heute rechnen. Allerdings findet man deswegen antike Reste in Elmalı heute nur vereinzelt. Seit dem 7. Jh. befand sich die Elmalı Ovası im zivilen und militärischen byzantinischen Thema (Verwaltungsgebiet, Provinz) Kibyraioton, das fast die gesamte südwestkleinasiatische Küste umfasste. Aufgrund des Rückgangs der Seespiegel hatte sich in fast allen Teilen der Elmalı Ovası in der spätbyzantinischen Zeit während des 10.–12. Jh. eine dichtere Besiedlung eingestellt, wobei Siedlungsaktivitäten rund um Akçay, Mursal, Khoma und Çataltepe zunahmen und Verteidigungsfunktionen befestigter Burgsiedlungen an den Rändern des Beckens wieder aktiviert wurden. Diese Situation blieb bis zur Eroberung der Region durch die türkische Invasion nach 1071 aus Nordosten weitgehend bestehen. Die Teke-Region einschließlich der Elmalı Ovası wurde während der Herrschaft von Süleyman Shah, dem Großvater des Gründers des Osmanischen Reiches, Osman I., gegen Ende des 11. Jh. von den Türken übernommen, deren Herrschaft dort aber nicht lange anhielt. Die Region wurde 1103 vom byzantinischen Kaiser Alexis Komnenos zurückerobert. Danach wechselte das Gebiet mehrmals den Besitzer zwischen Byzantinern und Türken, und 1120 gliederte Yoannis Komnenos diesen Ort wieder an Byzanz.

### Islamisch-türkische Zeit bis zum 18. Jahrhundert
Während der islamischen Zeit war die Elmalı-Ebene gut besiedelt, zunächst durch die Ankunft von Nomadengruppen und später während der osmanischen Zeit durch eine beträchtliche städtische Bevölkerung in Elmalı selbst, das damals unter den Namen Kabalı, Amelas und Elmalu firmierte. Nach der Niederlage der Armee des deutschen Königs Konrad III. durch den seldschukischen Sultan Mesud I. beim 2. Kreuzzug bei Eskişehir (Dorileon 1147) und der Streitkräfte des französischen Königs Ludwig VII. am Honaz Dağı bei Denizli (Laodikeia 1147) kamen erste Turkmenen (Türkmenler) in die Region Antalya. Bereits im 12. Jh. war zunächst Nord- und dann Küstenlykien den türkischen Invasionstruppen zum Opfer gefallen. Der seldschukische Sultan Kılıçarslan II. besiegte 1176 das Byzantinische Heer entscheidend am Eğirdir Gölü in der Schlacht von Myriokephalon und öffnete den Türken damit endgültig die Tore Anatoliens und so auch der Region Lykien. 1207 war Antalya an die Seldschuken unter Sultan Kai Chosrau I. gefallen. Berichterstatter des Zweiten Kreuzzugs hatten bereits berichteten, dass die Türken auch in die Nähe der Stadt Elmalı kamen, sodass die Menschen dort deshalb keine landwirtschaftlichen Flächen bearbeiten konnten und die Stadt Antalya ihren Nahrungsbedarf daher über das Meer decken musste. Die lykische Halbinsel (Teke Yarımadası) wurde u. a. von turkmenischen Nomadengruppen aus Ladiq (Laodikeia am Lykos bei Denizli) und Honaz bevölkert, wo sie sich vorher bereits nach den Berichten von Ibn Sa’id (1274–1286) bei Denizli mit 200.000 schwarzen Zelten gesammelt hatten. Die Elmalı-, Söğüt- und Korkuteli-Ebenen waren die ersten Orte, an denen türkische Nomadengruppen Zuflucht fanden. Türken des İğdir-Clans, einem Üçok-Zweig der Oghusen, die 1158 das befestigte Philetos (?) im Norden von Elmalı eroberten, begannen, sich in der Gegend von Hacımusalar bei Elmalı (Khoma), Horzum (Gölhisar, Kibyra), Avlan (Podoliya), Dirmil (Balbura) und İbecik (Bubon) niederzulassen.
Diese Turkmenen, die vor allem nach der Mongoleninvasion und im 13. Jh. nach Anatolien gekommen waren, ließen sich in Antalya und Umgebung nieder und besiedelten die Teke-Region. Diese Üçok-Oghusenstämme wurden in Dörfer sesshaft, die sie nach sich selbst benannten oder nach Orten, wo sie zuvor gelebt hatten. Erkennbar wird dies u. a. an Siedlungsnamen, wie Bayat, Bayındır, Yuva, Eymir, Sökle, Salur, Afşar, Geçmen (Göçmen), Çobanisa, auf die man in der Elmalı Ovasi stößt. Darüber hinaus ließen sich im 14. und 15. Jh. - nach der endgültigen Machtübernahme durch die Osmanen - einige von den Üçok Oghusen unterworfene Nomadenstämme (İsalu, Menteşe, İğdir, Göğez, Bayındır, Karakoyunlu, İmreoğulları) sowie turkmenische Yürüken (Saruhanoğulları, Kızılca Keçelü, Bozdoğan, Ozanlar, Oğuzhanlu, Bayat, Sökle, Kayı und Varsak Yörük) in der Provinz Teke nieder, wahrscheinlich auch in der Elmalı Ovası. Nach einer Rebellion der Christen in Antalya hatte sich die Region Teke und damit wohl auch das Berglandgebiet der Elmalı Ovası zwischen 1212 und 1216 kurzzeitig der seldschukischen Herrschaft entzogen. Nach der Rückeroberung Antalyas wurde eine beträchtliche Anzahl von Yürüken in der Region angesiedelt.
Für die Zeit zwischen dem 13. und 17. Jh. bleiben die Quellen für diese Region eher zurückhaltend. Manches aber lässt sich aus großräumigeren Informationen erschließen: Mit der Niederlage der seldschukischen Armee gegen die mongolischen Ilchane am Köse Dağ am 4. Juli 1243 war die seldschukische Zentralgewalt geschwächt, so dass die Gefahr einer mongolischen Invasion bestand die zwischen 1256 und 1353 bereits große Teile Ostanatoliens beherrschten. Auf diesem Hintergrund unsicherer politischer Zeiten entstanden damals nach und nach die anatolischen Beyliks (Fürstentümer): Viele türkische Beys in Anatolien erklärten ihre Unabhängigkeit, so auch 1300 Sarimüddin Bey, ein seldschukischer Häuptling und Gouverneur von Teke. 1321 wurde die Region von Feleküddin Dündar Bey, dem turkmenischen Bey der Hamidoğulları (Gründer des Hamitoğulları-Beyliks: Regionen Eğirdir und Isparta), eingenommen und seinem Bruder Yunus Bey übergeben. Damit etablierte sich das Fürstentum (Beylik) Teke (Tekeoğulları). Unter diesem Namen wurde die Region zwischen 1321 und 1423 von den Teke Beys im Auftrag mongolischer Gouverneure regiert. In der zweiten Hälfte des 14. Jh., während der Herrschaft des Sultanüs-Sevahil („Küstensultan“, Befehlshaber der Marine) Emir Mübarizüddiin Mehmet Bey wurde die Region als Teke-eli bekannt. U. a. fungierten Prinzen aus der osmanischen Dynastie als Verwalter im neu geschaffenen Teke Sandschak. Elmalı, das in den frühen Tagen der osmanischen Zeit das Zentrum der Provinz Teke war, blieb auch nach der Verlegung des Verwaltungszentrums nach Antalya ein Bezirkszentrum, wobei die Teke Paschas weiterhin von Zeit zu Zeit hier residierten.
Der Name der Stadt Elmalı wird erstmals im Jahr H822/1419 im Zusammenhang mit einer Stiftung „Toroman Vakfı“ erwähnt, die eine Schenkung von 32 Grundstücken rund um Elmalı betraf. Der Ort hatte sich seinerzeit bereits schnell zu einem osmanischen Verwaltungszentrum entwickelt. Damals entstand eines der bekanntesten Bektaşı-Zentren, die Tekke (Derviş-Zentrum) von Abdal Musa in der Elmalı-Ebene beim rezenten Dorf Tekke. Der Platz ist heute ein Wallfahrtsort. Abdal Musa gilt als einer der wichtigsten Anhänger von Hacı Bektaş Veli. Das Gründungsdatum ist unbekannt. Die frühesten Berichte über die Derwischloge stammt aus dem 16. Jh., wo Evliya Çelebi eine detaillierte Beschreibung der Gründung gibt. Aus Informationen von 1326 geht allerdings hervor, dass die Loge im 14. Jh. gegründet wurde. Der Reisebericht von Evliya Çelebi und das Tahrir-Buch (Niederschrift) der Stiftungen der Provinz Teke zeigen, dass die Lodge in der Zeit nach ihrer Gründung vor allem im 17. Jh. eine große Entwicklung erlebte. Man weiß, dass es im 19. Jh. zu einer vollwertigen Bektaschi-Loge mit reichen Stiftungen wurde. Andere Tekke-Orden entlang der Küste Lykiens und ein noch früherer in Turunçova (in der nördlichen Küstenebene von Finike unweit Limyra) existierten in Verbindung mit dem Hauptzentrum in Elmalı, das bis zu seiner Schließung im Jahr 1826 als großes Landgut fungierte und als einer der reichsten Derwisch-Orden in Anatolien galt.
Zu Beginn des 16. Jh. war die Region Elmalı einer der fünf Kreise des Sandschak Teke und bestand aus nur einem einzigen Nahiye (heute: Bucak): Elmalı. Elmalı galt damals neben Antalya, Istanbul und Karahisar-ı Teke/Sillyon als eine der 4 wichtigsten Städte Anatoliens. Şahkulu Baba Tekeli, der damals zwischen 1510 und 1511 in der Provinz Teke einen von den Osmanen unabhängigen turkmenischen Staat errichten wollte, startete einen groß angelegten Aufstand, dessen Niederschlagung vor allem im Gebiet von Elmalı und Korkuteli großen Schaden und den Tod von 50.000 Menschen verursachte. Bayezid II. verbannte daraufhin 15.000 der aufständischen Tekeli-Turkmenen in den Iran sowie in die Burgen Koroni und Modon im Südwesten des Peloponnes, so dass die Bevölkerung in Teke deutlich zurückging. Auch Studenten (Suhteler) einer Medrese im Bezirk Elmalı versuchten zu rebellieren, was zu einem bewaffneter Konflikt mit dem Staat eskalierte. Mit der Unterdrückung dieser Aufstände, die im 16. Jh. in der Teke-Region und in der Elmalı Ovası begannen, kam es zu einer erzwungenen Migration von Aufständischen aus dem Gebiet insbesondere nach Zypern, die sich mit den Celali-Aufständen fortsetzte und tiefgreifende Auswirkungen auf die Bevölkerungs- und Siedlungsstruktur der Region hatten, wo viele Dörfer wüst fielen. Die Bewohner verließen die Orte, zerstreuten sich aufs Land und flohen in die Berggebiete. Die Zahl der Haushalte im Bezirk Elmalı, die Ende des 16. Jh. noch 726 betrug, sank zu Beginn des 17. Jh. auf 250, während die Siedlungszahl zwischen 1455 und 1568 von 36 auf 48 anstieg: Damals entstanden kleine und verstreute Siedlungen in Hochlagen und Wäldern. Berichte aus dem Reisebuch („Seyahatnâme“) von Evliya Çelebi aus dem 17. Jh. vermerken um 1640 allerdings ein funktionierendes Verwaltungssystem im Großraum der Elmalı Ovası und eine gut etablierte Organisation von Zünften in Elmalı. Der osmanische Reisende bezeichnete Elmalı als wichtigste Stadt im Teke Sandschak und berichtet von 32 „Distrikten“ (wohl Nahiye = Amtsbezirke) mit insgesamt 32 Moscheen, 8888 Häusern (?), 300 Geschäften, 70 Mühlen, sieben Schulen, vier Medresen, fünf Bädern und drei Karawansereien. Seit 1716 wurden Teile der turkmenischen Nomadenstämme die die öffentliche Ordnung störten, in der Region zwangsangesiedelt, worauf einige von ihnen aus der Region flohen. Im Mai 1729 wurde die Elmalı Ovası von einer großen Pest-Epidemie heimgesucht, die in weiten Teilen Anatoliens vor allem im ländlichen Raum ein markantes Siedlungssterben auslöste.

### Situation im 19. Jahrhundert
Derartige Ereignisse wirkten sich negativ auf die Siedlungs- und Bevölkerungsentwicklung aus. In der ersten Volkszählung des Osmanischen Reiches 1831 wurde die Gesamtbevölkerung der Elmalı-Region mit 4735 Personen angegeben. Eine andere Quelle nennt für den Kreis Elmalı zum selben Datum eine Bevölkerung von 4951 Einwohnern. Der Sandschak (Unterprovinz/Liva) Teke war 1841 zusammen mit der Region der Elmalı Ovası aufgrund der Verwaltungsreform des Tanzimat zur Provinz Karaman geschlagen worden. Die Stadt bestand damals aus zwei Teilen: Ein Bereich lag am Fuße des Elmalı-Dağı und der Rest in den Weinberg- und Gartenpartien mit überdachten Hütten oder Sommerhäusern in Richtung der Ebene weiter südlich, den die Einwohner von Elmalı hauptsächlich im Sommer nutzten. Carl Ritter, der Mitte des 19. Jh. in seinem gewaltigen Werk über „Die Erdkunde von Asien“ die Berichte Reisender und ihres Umfeldes zusammenfasste, berichtete über die Situation der Elmalı Ovası wie folgt:
: „ …. Almaly-Ebene in der Nähe der gleichnamigen Stadt, deren Gärten und Landhäuser man bald erreichte. Auch Weinberge und Obstpflanzungen gaben ihr in den Augen des Wanderers eine Art europäischen Ansehens“ …. „Im Süden und im Norden dieses Dudenvereine-[Karagöl] und der sehr ausgedehnten Katabothren-[Ponore] Umgebung breitet sich ein ungemein reiches Kornland aus, das größte und am besten angebaute, welche Fellows [Charles Fellows] überhaupt in ganz Kleinasien zu sehen bekam. Die Stadt Almaly liegt mitten in dieser Kornkammer und“ …… „auf niederen Anhöhen viele Dorfschaften, die die in Reife wogenden Kornäcker überragen.“… „Die Stadt Almaly, nach den Berichten …. die größte Stadt des ganzen lycischen Hochlandes, soll nach Hoskyns [Richard Hoskyn, englischer Offizier der Royal Navy und Landvermesser] 1500 Häuser und selbst nach der kleinsten Angabe wenigsten- 8000 bis 10,000 Einwohner haben (Fellows gab ihr 25,000). Sie hat nur wenige Moscheen und Minarets, scheint aber vorzüglich von Armeniern und Griechen bewohnt zu werden, und ist die industriöseste und handeltreibendste Stadt im Lande [Teke]. …. Die Wohnhäuser bestehen aus Lehm, an der Luft getrockneten Backsteinen oder aus Zimmerholz, die Mauem haben vorspringende mit Dielen gedeckte Schutzdächer, sind nett und gut gebaut, ….. alle Straßen, obwol sie meist sehr eng sind, werden in Canälen von frischen Wassern durchflossen und gereinigt, die viele Mühlen treiben, welche für das Kornland Bedürfniß sind. ….. Nach Spratt [Thomas Abel Brimage Spratt] ist Almaly der Hauptmittelpunkt des Großhandels in Lycien, da alle Produkte des Hochlandes hieher zu Markte gebracht werden, auf dem großen Bazar viel Verkehr ist und von da die Märkte von Adalia [Antalya], Phineka [Finike], Macri [Fethiye] und ihre Hafenorte mit den Landesprodukten versorgt werden. …… Zwei große Chane [Karawansereien] für die Reisenden und die Bazare waren mit Waaren aller Art wohlbesetzt …….. Auf den zur Stadt Almaly führenden Landstraßen sind den Reisenden stets viele Karawanenzüge mit Lastthieren von den verschiedensten Seiten begegnet, und viele Hunderte geschäftiger Marktleute, die dahin oder zurück durch ihr Gewerbe geführt wurden, eine sonst in Lycien wenig bekannte Erscheinung.“
Um 1864 wurde die Elmalı Ovası der Provinz Konya und ab 1869 mit 4294 Menschen/1404 Familien in 66 Dörfern und Stadtteilen dem Liva (Provinz) Antalya als Kreiszentrum über die Amtsbezirke Elmalı, Finike, Kaş, Kalkan und Ma İğdir-Kardic angegliedert. (İğdir, in etwa das rezente Kumlica. In osmanischen Quellen tauchte der Name Kardıç ab Beginn des 19. Jahrhunderts als „Kaza-i İğdir maa Kardıç“ oder „Kaza-i İğdir nahiye-i Kardıç“ auf. In der ersten Hälfte des 19. Jahrhunderts wurden die Dörfer Belen, Beykonak, Adrasan, Çayiçi, Savrun, Çalka, Kavak, Yazır, Salur, Sarıcasu, Yenice, Büyükalan, Dereköy, Gölcük, Karaağaç und Karacaören an die İğdir maa Kardıç angeschlossen) Nach Angaben von Vital Cuinet war das damalige Kaza (Landkreis) Elmalı 1890 das Verwaltungszentrum der Nahiye (Unterbezirke/Amtsbezirke) Elmalı, Finike, İğdir und Kardic (rezent in etwa die Region Kumluca und Kemer). Im Kreiszentrum selbst lebten etwa 3.000 bis 4.000 Menschen. Es gab In der Stadt eine Grundschule in jedem Viertel, zudem eine orthodoxe griechische Schule mit 60 Schülern, eine weiterführende Schule sowie 18 Medresen, 20 Moscheen, 2 griechische und 1 armenische Kirchen. Außer den öffentlichen Gebäuden zählte man 5 Bäder, 3 Gasthöfe und 508 Läden und Büros. Laut dem Jahrbuch der Provinz Konya aus dem Jahr 1890 lebten im Bezirk Elmalı 20.996 Menschen. Diese Zahl liegt deutlich unter der von Cuinet angegebenen Einwohnerzahl von 45.000 (im gesamten Kreis?) und betraf wohl nur die Elmalı Ovası mit ihren umgebenden Dörfern.

### Die Elmalı Ovası seit dem 20. Jahrhundert
1906 zählte man in der Stadt Elmalı 1957 Haushalte, 177 Geschäfte, 3 Karawansereien, 3 Bäder, 1 Regierungsgebäude, 1 Telegrafenamt, 3 Bibliotheken, 20 Moscheen, 2 Kirchen, 1 Mittelschule, 2 Grundschulen und 1 Militärdepot. Zum Kaza (Landkreis) Elmalı gehörte damals nur noch der Küstenort und Hafen Finike und 40 Dörfer. Getreide und Hülsenfrüchte, die in der Elmalı Ovası in großem Umfang produziert wurden, exportierte man vom Finike aus in verschiedene Regionen, insbesondere nach Rhodos. Das Sandschak Teke, 1914 ein unabhängiges Mutasarrıflık (Gouverneursamt: Mit der Tanzimat-Reform wurden Mutasarrıflıks direkt der Zentralverwaltung in Istanbul zugeordnet) mit Antalya als Zentrum, wurde von Konya getrennt und direkt Istanbul unterstellt. Damit wurde die Elmalı-Region ein Kreis im unabhängigen Sandschak/Mutasarrıflık Teke.

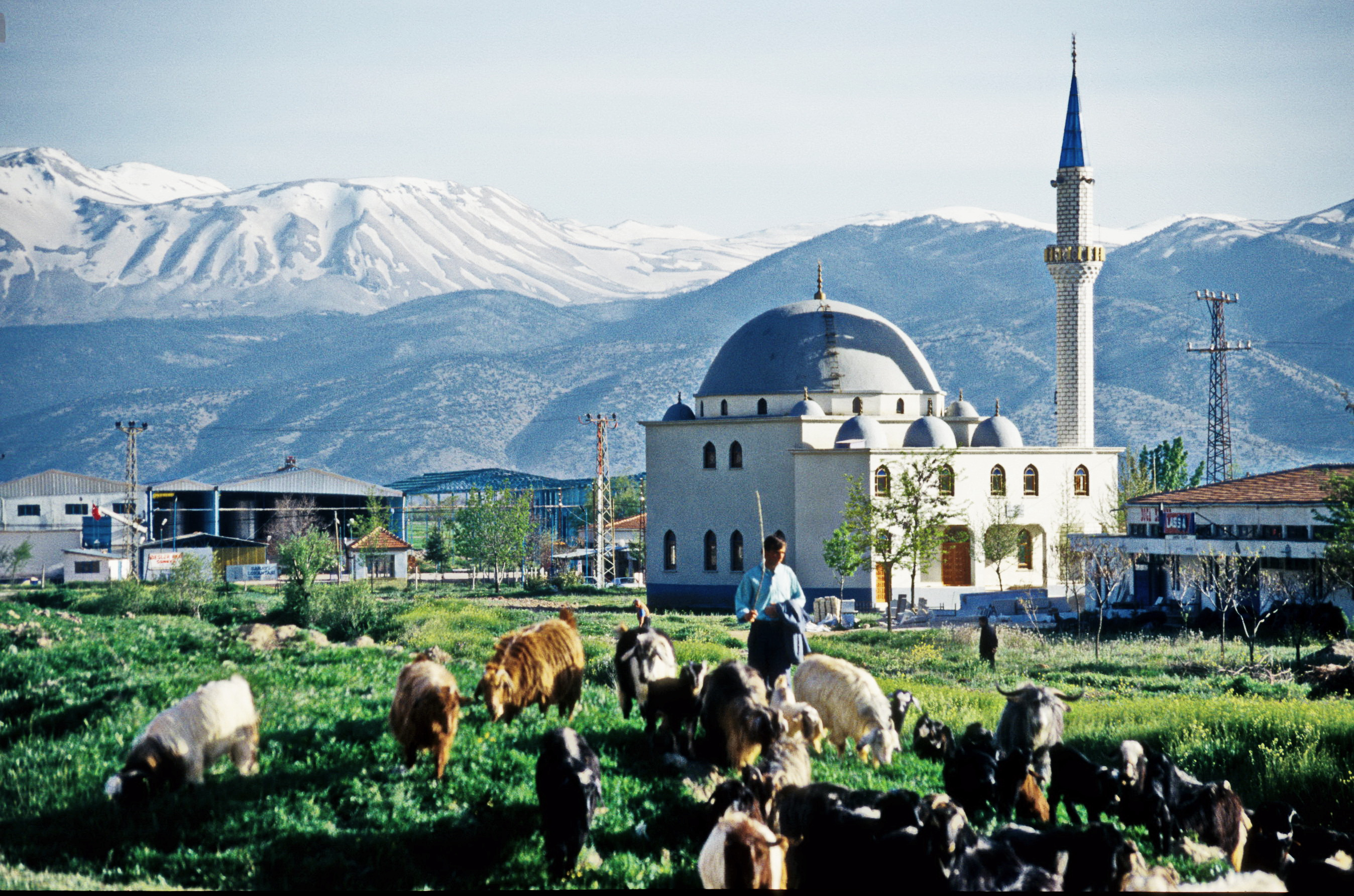
Blick auf eine neu errichtete Moschee im Neustadtbereich von Elmalı im Jahr 1998.

Nach dem Ersten Weltkrieg und einer etwa zweijährigen italienischen Besatzung bis zum 5. Juli 1921 wurde der unabhängige Sandschak Teke am 20. April 1924 zur Provinz Antalya umgewidmet und die Region Elmalı zu einer der acht Kreise (Kaza/İlçe) der Provinz (İl) Antalya, eine Situation, die auch später nicht anders wurde. Allerdings änderte sich in den 1930er bis 1970er Jahren mit einer verwaltungsmäßigen Umstrukturierung die Zahl der Dörfer und auch teilweise ihre Namen: Abgesehen von der Gemeinde Gömbe (Kreis Kaş) war Elmalı 1977 das Verwaltungszentrum von insgesamt 51 städtischen und ländlichen Siedlungen, darunter die Stadt Elmalı als Kreiszentrum, zwei kleinstädtische Gemeinden (Akçay, Yuva) und 48 Dörfer. Die Stadtr Elmalı selbst bestand aus den 9 Stadtteilen (zentrale Mahalle) Camiatik, Camicedit, Gündoğan, İplikpazarı, Kapmescit, Karyağdı, Tahtamescit, Toklular und Yenimahalle, was sich bislang nicht geändert hat. Als Hauptort der Elmalı Ovası vermerkt die jüngere Statistik eine ständigen Bevölkerung von 40.774 Einwohnern – wohl für den gesamten Kreis (2022), realiter aber nur 16.651 in der Stadt mit ihren zentralen Stadtteilen. Der höhere Wert schließt alle zu Elmalı gehörigen Dörfer als Mahalle mit ein, denn aufgrund des „Metropolitan Law“ (Büyükşehir yasası) vom 12. November 2012 haben Dörfer den Status einer Mahalle (Stadtviertel) erhalten, selbst wenn sie weiter als 10 km oder mehr entfernt liegen. Der statistische Wert ist also wenig aussagekräftig! Nach anderen Quellen hatte die Stadt Elmalı 2018 (9 zentrale Stadtteile) lediglich 16277 Einwohner.